# Walachischer Aufstand von 1821

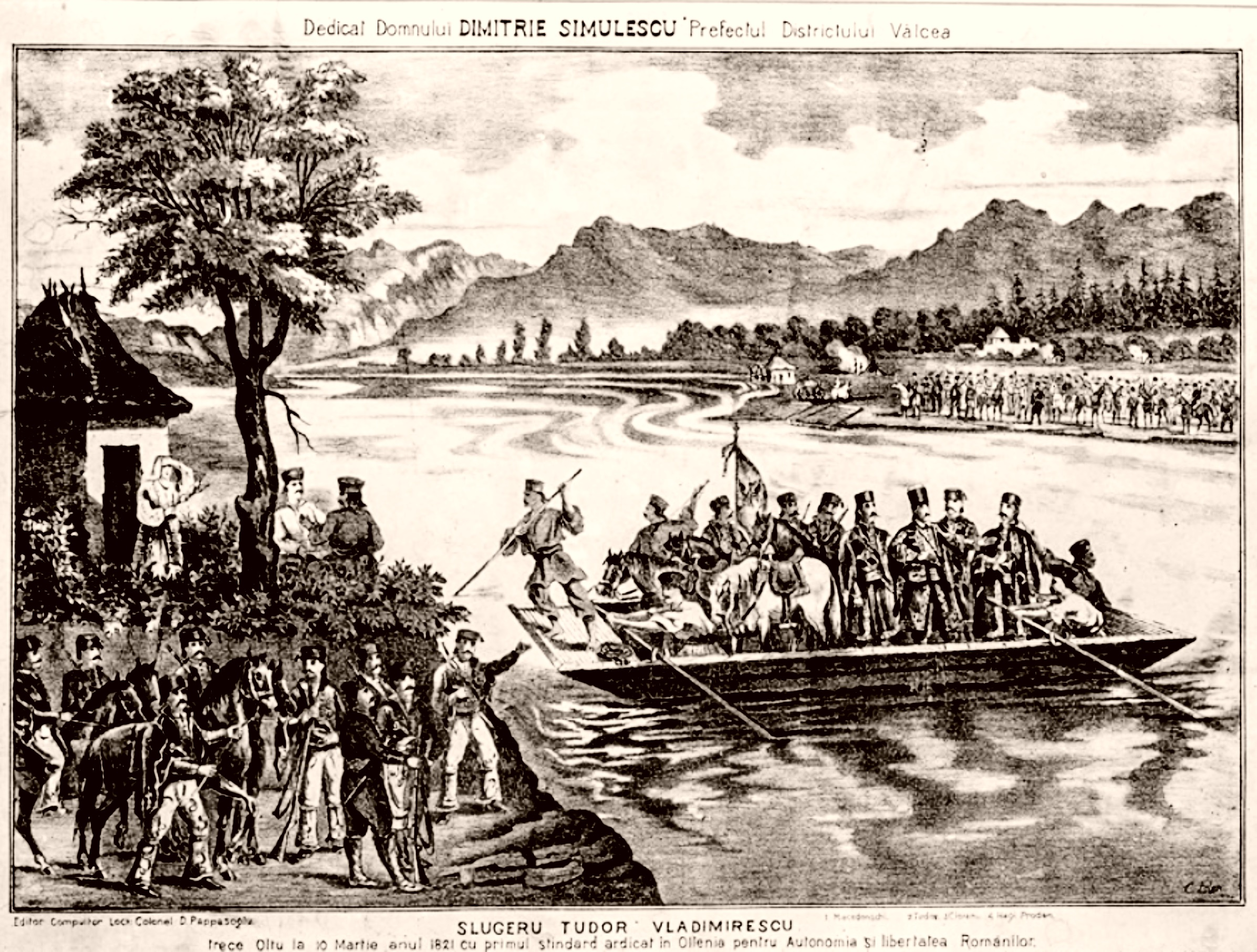
Panduren überqueren den Olt bei Slatina am 10. Mai 1821. Die vier Männer, die vorne auf dem Lastkahn stehen, sind (von links): Dimitrie Macedonski, Tudor Vladimirescu, Mihai Cioranu und Hadži-Prodan. Lithografie von Carol Isler (ca. 1850)

Der Walachische Aufstand von 1821 war eine soziale sowie politische Rebellion in der Walachei, die damals ein Vasallenstaat des Osmanischen Reiches war. Er begann als Bewegung gegen die phanariotische Verwaltung, unterstützt von den konservativeren Bojaren, entwickelte sich aber zu einem Versuch, die Klasse der Bojaren zu stürzen. Obwohl sich der Aufstand nicht gegen die osmanische Herrschaft richtete, verkörperte er eine frühe Form des rumänischen Nationalismus. Die revolutionäre Kraft basierte auf einer Gruppe von Panduren (leichte Infanterie) unter ihrem Anführer Tudor Vladimirescu. Zentrum des Aufstands war die walachische Landschaft Oltenien, wo Vladimirescu im Februar seine „Volksversammlung“ einberufen hatte.
Von Anfang an schlossen sich den Panduren Gruppen von Arnauten und Veteranen der Serbischen Revolution an. Obwohl sie vom Antihellenismus geprägt waren, kollaborierten sie mit Agenten der Filiki Eteria und wurden von ihnen infiltriert. Vladimirescu kooperierte auch mit der Heiligen Schar des Alexander Ypsilantis und trug so zum größeren Griechischen Unabhängigkeitskrieg bei. Zusammen mit Ypsilantis' Truppen, die aus Moldawien einmarschierten, gelang es Vladimirescu im März, Bukarest zu besetzen. Vladimirescu stimmte einer Teilung des Landes mit Ypsilantis zu und behielt so die Kontrolle über Oltenien, Bukarest und die südliche Hälfte Munteniens. Das Verhältnis der Panduren zur Heiligen Schar verschlechterte sich rapide, nachdem bekannt wurde, dass das Russische Reich Ypsilantis' Expedition nicht anerkannt hatte, und auch aufgrund von Vladimirescus Versuchen, die Gewalt der Mitglieder der Filiki Eteria zu unterdrücken. Viele Arnauten unterstützten Ypsilantis offen oder verdeckt, während andere einen unabhängigen Kriegsherrn, Sava Fochianos, unterstützten.
Vladimirescu handelte heimlich eine Entente mit den Osmanen aus, die schließlich Ende April in die Walachei einfielen. Die Panduren zogen sich nach Oltenien zurück, was sie in Konflikt mit der Heiligen Schar brachte. Vladimirescus Brutalität entfremdete seine eigenen Truppen – dieser Bruch wiederum ermöglichte es den griechischen Revolutionären, Vladimirescu ungehindert zu verhaften und hinzurichten. Die Oltener zerstreuten sich, obwohl einige Panduren Widerstandsnester bildeten, angeführt von Hauptleuten wie Dimitrie Macedonski und Ioan Solomon. Sie erlitten in ihrer Konfrontation mit der osmanischen Armee eine eindeutige Niederlage. Im Juni wurden Ypsilantis' Truppen und ihre verbliebenen verbündeten Panduren bei Drăgășani vernichtend geschlagen. Der Aufstand löste einen Kreislauf repressiven Terrors aus, der im August mit der Massaker von Fochianos und seinen Arnauten in Bukarest endete.
Der Aufstand von 1821 gilt weithin als gescheiterte oder unvollendete soziale Revolution mit weitreichenderen politischen und kulturellen Folgen. Die osmanische Regierung setzte ihre anti-phanariotische Botschaft in die Tat um und ernannte den assimilierten Bojaren Grigore IV. Ghica zum Fürsten der Walachei. Der Aufstieg nationalistischer Bojaren wurde während der russischen Besatzung von 1828 verstärkt und durch eine neue Verfassung, das Regulamentul Organic, gefestigt. In dieser Zeit spalteten sich die Überlebenden des Aufstands zwischen jenen, die das konservative Establishment unterstützten, und jenen, die liberale Ziele vertraten. Letztere trugen auch dazu bei, das heroische Bild Vladimirescus zu bewahren, das später auch von Agraristen und linken Aktivisten übernommen wurde.

## Ursprung

### Krise der Phanarioten
Seit Beginn des 18. Jahrhunderts unterstanden die Walachei und Moldau (die Donaufürstentümer) der Hohen Pforte einem Regime indirekter Herrschaft durch Phanarioten. Diese Gruppe griechischer und hellenisierter Familien und die damit verbundene griechische Diaspora waren auf allen Regierungsebenen markant vertreten. Generell war diese Ära der Phanarioten von Spannungen zwischen den Bojaren, ob nun Phanarioten oder nicht, und der Bauernklasse geprägt. Obwohl sie aus der Leibeigenschaft entlassen waren, mussten die walachischen Bauern die Bojaren weiterhin durch Frondienste und den Zehnten versorgen. Im frühen 19. Jahrhundert wurde die ländliche Wirtschaft oft durch Bauernstreiks, Steuerverweigerung, Sabotage oder Rechtsstreitigkeiten lahmgelegt. Zusätzlicher Druck entstand durch die osmanischen Forderungen nach dem Haraç und anderen Steuerabgaben, die die Phanarioten durch Steuerpacht erfüllten. Eine „exzessive Finanzpolitik, die sowohl durch die osmanischen Forderungen als auch durch die kurze Regierungszeit diktiert wurde“, führte dazu, dass die Phanarioten die Fürstentümer wie ein „tatsächliches Pachtverhältnis“ behandelten. Der Staatshaushalt für 1819 betrug 5,9 Millionen Taler, von denen mindestens 2 Millionen von der Hohen Pforte eingenommen wurden, 1,3 Millionen an die Herrscherfamilie gingen und 2,4 Millionen die Bürokratie versorgten. Obwohl der osmanische Druck nicht seinen historischen Höchststand erreichte, nahm er seit etwa 1800 stetig zu.
Steuerzahler wurden zusätzlich durch jene Bojaren eingeschränkt, die für sich und ihre Familien Steuerprivilegien oder -befreiungen erlangten. Im Jahr 1819 waren 76.000 der 194.000 steuerpflichtigen Familien ganz oder teilweise befreit. Steuerpächter, insbesondere die Ispravnici, agierten zunehmend räuberisch und folterten Bauern in mehreren Fällen, bis sie mehr als ihren Anteil zahlten. Im 19. Jahrhundert ergriff der reformorientierte Fürst Konstantin Ypsilantis Partei für die Bauern, ging gegen Missbrauch vor und drohte sogar mit der Todesstrafe. Dieser Vorfall behob die Ursachen jedoch nicht, und bis in die 1810er Jahre wurden weiterhin Missbräuche verzeichnet. Unter dem ständigen Steuerdruck verkauften viele Dorfbewohner ihre Arbeitskraft an Bojaren oder bäuerliche Unternehmer. Einem Bericht des Ispravnic des Kreises Gorj zufolge konnten wandernde Landarbeiter 1819 ihre Steuerschulden kaum begleichen.
Unter dem Regime der Phanarioten löste das Land seine Wehrpflichtarmee auf – eine Kerntruppe war jedoch unter Nicolae Mavrogheni, der eine walachische Bauerntruppe in den Österreichisch-Türkischen Krieg von 1788 führte, kurzzeitig wiederaufgetaucht. Die Panduren, die vor allem in Oltenien präsent waren, führten ihre Ursprünge auf das späte 17. Jahrhundert zurück und fungierten zwischen 1718 und 1739 auch als Miliz, als Oltenien, das „Banat von Craiova“, habsburgisches Territorium war. Zeitweise waren sie autark, und ihr Lebensstil grenzte an Heiducken tangierendes Räubertum. Die Macht der Phanarioten im Land wurde durch die Unruhen während der napoleonischen Ära in Frage gestellt, was zu einer weiteren Aufrüstung führte. 1802 versetzte die drohende Invasion des osmanischen Sezessionisten Osman Pazvantoğlu Bukarest in Panik. Auf dem Höhepunkt kündigten der Söldner Sava Fochianos und seine Arnauten ihren Vertrag und ließen die Stadt schutzlos zurück. Diese Verlegenheit veranlasste Ypsilantis, ein kleines nationales Kontingent zu bilden, das aus bewaffneten Bürgern und Panduren bestand, die nach westlichen Standards ausgebildet waren.

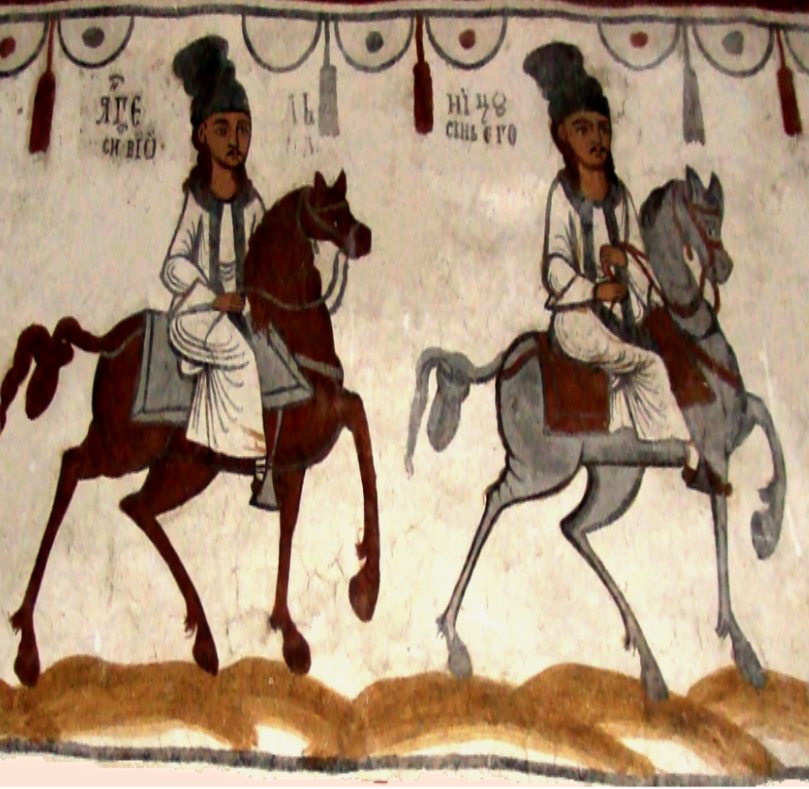
Oltenische Bauernkavallerie, ca. 1805. Von einem Kirchenwandgemälde in Slătioara

Obwohl von den Osmanen gebilligt, war diese neue Miliz insgeheim auch Bestandteil von Ypsilantis' Plan, die osmanische Oberhoheit mit Hilfe des Russischen Reiches abzuschütteln. Im August 1806 wurde sein Bündnis mit Russland aufgedeckt, und er musste ins Exil gehen. Der Vorfall löste auch einen sechsjährigen Russisch-Türkischen Krieg aus. Während dieser Zeit agierten die walachischen Panduren, darunter der junge Tudor Vladimirescu, als Einheit der Kaiserlich Russischen Armee. Unter russischer Besatzung veröffentlichte der griechisch-walachische Rebell Nicolae Pangal mehrere Manifeste, die, wie der Historiker Emil Vârtosu feststellte, späteren Appellen Vladimirescus ähnelten.
Die Feindseligkeiten wurden schließlich durch den Friede von Bukarest (1812) eingestellt, der durch Russlands Verteidigungsdruck gegen die Franzosen beschleunigt wurde. Die osmanische Herrschaft in der Walachei und Moldawien wurde erneut gefestigt, während Russland sich darauf konzentrierte, einen Krieg in Mitteleuropa zu gewinnen. Der neue phanariote Fürst war Jean Georges Caradja, dessen Herrschaft einen Anstieg der Steuerverweigerung und der Aktivitäten von Heiduckenbanden erlebte. In Bukarest bot die als Carageas Pest bekannte Epidemie marodierenden Banden von Gesetzlosen eine Gelegenheit, die Behörden zu verwirren, indem sie sich als Bestatter verkleideten. Die rebellischen Aktivitäten erreichten ihren Höhepunkt in Oltenien, wo Heiducken von Iancu Jianu, dem Sohn eines Bojaren, organisiert wurden, der alle Versuche Caradjas, die Ordnung wiederherzustellen, vereitelte. Die Panduren waren jedoch gespalten. Im Jahr 1814 beteiligten sich einige von ihnen an einem Piratenangriff aus Ada Kaleh und stürmten den Kreis Mehedinți und Gorj. Später baten sie Vladimirescu jedoch um Vergebung. Dieser hatte sich zwar auf die Seite des Regimes von Caradja gestellt, intervenierte aber dennoch zu deren Gunsten.

### Vorbereitung
Nach den Unruhen von 1814 verloren die Panduren ihre Steuerprivilegien und wurden zu Milizen herabgestuft, die den Ispravnici unterstützend zur Seite standen. 1818 gab Caradja seinen Thron auf und floh aus der Walachei. Sultan Mahmud II. ernannte daraufhin einen älteren Loyalisten, Alexandros Soutzos. Dessen Entscheidung legte auch fest, dass nur vier Phanariotenfamilien Anspruch auf die Kronen der Walachei und der Moldau hätten: Callimachi, Mourousis und zwei Linien der Soutzos. Nach seinem Einzug in Bukarest führte der neue Prinz ein Regime institutionellen Missbrauchs ein. Im April 1819 löste der Versuch, Druck auf die Bauern auszuüben, einen Aufstand in Islaz aus. In einem besonders umstrittenen Schreiben von 1820 entschied Soutzos, dass die Stadt Târgoviște nicht Manus mortua sei, und erklärte sie zum Eigentum seiner Familie. Dieses Edikt löste einen Bürgeraufstand aus, in dessen Verlauf Katasterbeamte angegriffen und aus Târgoviște vertrieben wurden. Obwohl er die Arnauten weiterhin bevorzugte, revidierte Soutzos die Verfolgung der Panduren, stellte ihre Rolle in der Armee wieder her und stellte sie unter das Kommando des Rumänen Ioan Solomon. Seine Spannungen mit den Arnauten führten zu einer Pattsituation mit den Söldnern, die sich im Kloster Sinaia verbarrikadierten. Pandur Mihai Cioranu behauptet jedoch, die Walachei wimmele „wie nie zuvor von Griechen“, und jede Militärkommission sei dazu bestimmt, „dem Prinzen und seinen Griechen“ zu dienen.
Sutzos’ weiterer Konflikt betraf die niederen Phanarioten, die nun vom griechischen Nationalismus überzeugt waren. 1820 vereinigte Alexander Ypsilantis, Sohn des Fürsten Konstantin, die verschiedenen Zweige der Filiki Eteria, einer griechischen Revolutionsorganisation, und begann von der russischen Hafenstadt Odessa aus einen massiven antiosmanischen Aufstand vorzubereiten. Dieser Geheimbund hatte bereits einige herausragende walachische Bojaren für sich gewinnen können: Zu ihren ersten Rekruten gehörte angeblich Alecu Filipescu-Vulpea, später schloss sich Grigore Brâncoveanu an. Einer Darstellung zufolge luden die Mitglieder der Filiki Eteria auch Soutzos ein, sich der Verschwörung anzuschließen, doch er lehnte ab. Er starb plötzlich am 19. Januar 1821, was Spekulationen auslöste, er sei von Ypsilantis’ Anhängern vergiftet worden.
In der Walachei hatte Ypsilantis' Anliegen bedeutende Verbündete: Die drei wichtigsten Regenten (oder Caimacami) des Landes – Brâncoveanu, Grigore Ghica und Barbu Văcărescu – waren alle heimlich Mitglieder der Filiki Eteria. Sie kontaktierten Vladimirescu mit dem Auftrag, die Nationalarmee wiederzubeleben und sie mit Ypsilantis' Bewegung zu verbünden. Andere Aufzeichnungen deuten jedoch darauf hin, dass Vladimirescu unabhängig von den Regenten handelte. Er befand sich im November 1820 in Bukarest und stand über verschiedene Kanäle in direktem Kontakt mit der Führung der Filiki Eteria. Innerhalb von zwei Monaten schloss er Berichten zufolge einen Pakt mit zwei Agenten von Ypsilantis, Giorgakis Olympios und Yiannis Pharmakis, die zugleich Offiziere in Soutzos' Arnaut-Garde waren, und lieh sich 20.000 Taler von einem anderen Mitglied der Filiki Eteria, Pavel Macedonski, „um für den kommenden Aufstand vorzusorgen“. Dennoch ist das Abkommen zwischen Vladimirescu und seinen Kollegen der Filiki Eteria laut dem Historiker Vasile Maciu nur in einer unzuverlässigen Übersetzung erhalten, die möglicherweise vollständig erfunden ist. Der russische Konsul in der Walachei, Alexander Pini, wird von der Wissenschaftlerin Barbara Jelavich als neutraler Akteur angesehen, doch könnte auch er auf der Seite der Filiki Eteria involviert gewesen sein. Dies wurde von Pinis moldauischem Sekretär, Ștefan Scarlat Dăscălescu, bestätigt, der die Initiative zum Aufstand „den Führern der griechischen Revolution und Herrn Pini“ zuschreibt und Vladimirescu als „russische Kreatur“ abtut. Ein Brief von Tudor an Pini widerlegt jedoch jede bewusste Zusammenarbeit zwischen den beiden Männern.
Informationen des russischen Spions Ivan Liprandi zufolge wurde Vladimirescu auch von den 77 führenden Bojaren des Landes die vollständige Einhaltung des Abkommens versprochen. Ihr Versprechen wurde schließlich in Form eines formellen Schreibens ausgestellt und in ihrem Namen von Dinicu Golescu überreicht. Vladimirescu könnte dieses verbindliche Dokument als Sicherheit verwendet haben, um sich von Matija Nenadović weitere 40.000 Taler zu leihen. Liprandi weist auch darauf hin, dass der Pandurenführer bereits in Kontakt mit Ilarion Gheorghiadis, dem Bischof von Argeș, stand, der ihm half, seine internationale Diplomatie zu gestalten. In den Tagen vor Soutzos’ Tod war Vladimirescu in Pitești gesichtet worden, als er mit etwa 40 Arnauten nach Oltenien zog. Er reiste unter einem harmlosen Vorwand und behauptete, er sei auf dem Weg zu seinem Anwesen Gugiu im Kreis Gorj, um einen Landstreit beizulegen.

## Revolutionäre Ideologie

### Nationale und soziale Ideen

Personifizierung der Gerechtigkeit, Illustration zu Petru Maiors Istoria pentru ipóturi a Românilor în Dachia, Buda, 1812

Während verschiedene Forscher darin übereinstimmen, dass Vladimirescu und seine Panduren von einer nationalistischen Ideologie motiviert waren, werden deren Grundzüge und Auswirkungen unter Wissenschaftlern weiterhin diskutiert. Die Sozialhistoriker Ioan C. Filitti und Vlad Georgescu argumentieren beide, dass Vladimirescu als Nationalist sowohl kurzfristige als auch langfristige Ziele verfolgte: Forderungen nach Anerkennung durch die Pforte und nach der Wiederherstellung alter Freiheiten dienten lediglich einem größeren Ziel, nämlich der nationalen Befreiung mit russischer Unterstützung. Nicolae Iorga sieht den Pandurenführer als einen „einen Schritt vorwärts“ in der Entwicklung des nationalistischen Diskurses, indem er Bezüge zum Volonté générale einführte. Nicolae Liu bemerkt auch, dass der „pragmatische“ Rebell „keinen Bezug auf natürliche Rechte nahm, diese aber stillschweigend in sein revolutionäres Programm einbezog“; diese Idee war ein Import aus dem revolutionären Frankreich, zusammen mit dem Konzept des Levée en masse der Panduren. Der Soziolinguist Klaus Bochmann identifiziert die Dokumente von 1821, darunter jene, die „im Gefolge von Tudor Vladimirescu“ und denen seiner Gegner herausgegeben wurden, als die ersten Hinweise auf „Patriotismus“ in rumänischer Sprache – und möglicherweise als die allerersten Aufzeichnungen einer „politischen Debatte, die (hauptsächlich) auf Rumänisch geführt wurde.“ Er unterstreicht den ideologischen Einfluss des Josephinismus und stellt fest, dass Vladimirescu durch seine Kontakte mit dem Pädagogen Gheorghe Lazăr davon in Kenntnis gesetzt wurde; andere Berichte legen nahe, dass Vladimirescu durch die Lektüre von Petru Maior über die Ideologie der Siebenbürgischen Schule informiert war.
Während der eigentlichen Ereignisse des Aufstands begannen westliche Quellen Parallelen zwischen Vladimirescu und historischen Bauernrebellen, insbesondere Wat Tyler und Horea, zu ziehen. Verschiedene Autoren vermuten, dass Vladimirescu und seine Männer nicht nur Nationalisten waren, sondern auch ein zentrales Interesse an einer sozialen Revolution hatten und es als ihre Mission betrachteten, das Bojarentum zu verdrängen oder zu kontrollieren. So beschreibt der Historiker Gheorghe Potra Tudors Aufstand als primär „antifeudal“ mit „nationalem Charakter“, da er auch darauf abzielte, „das türkische Joch abzuschütteln“. Wie der Historiker Neagu Djuvara zusammenfasst, richtete sich der Pandurenaufstand ursprünglich „gegen alle Plünderer der Nation“, entwickelte sich dann aber zu einem „Bauernaufstand, der keine Trennung zwischen ‚guten‘ und ‚schlechten‘ Bojaren, zwischen Einheimischen und Ausländern, vorsah. Um sein Ziel zu erreichen, hatte Tudor jedoch keine andere Wahl, als eine Übereinkunft mit den ‚nationalistischen‘ Bojaren [...] sowie mit der türkischen Macht zu erzielen, [und] er griff später dazu, seine Revolution grundsätzlich anti-phanariotisch zu gestalten.“ Ein weiterer ideologischer Unterschied bestand zwischen Vladimirescus Russophilie, einer Minderheitsmeinung, und der wachsenden Russophobie sowohl der Nationalisten der Ober- als auch der Mittelschicht.
Iorga vermutet, dass Vladimirescu sein Bestes tat, um eine „demokratische Gemeinschaft“ der Walachen zu etablieren, in der Hoffnung, einen Keil zwischen rumänische und griechische Bojaren zu treiben. Unter den linken Gelehrten argumentiert Andrei Oțetea, dass Vladimirescu die Sache der Bauern langsam aufgab und in eine „vollständige und demütigende Unterordnung unter die Bojaren“ geriet. Der antibojarische Diskurs der Rebellen wurde durch andere Faktoren gemildert. Einer davon war die soziale Stellung ihres Anführers: Obwohl er aus einem Clan oltenischer Bauern stammte, war Vladimirescu in das Bojarentum dritter Klasse aufgenommen worden, mit dem Rang eines Sluger. Der Kulturhistoriker Răzvan Theodorescu argumentiert, dass er, der Rebellenführer, tatsächlich einem „ländlichen Bürgertum“ angehörte, das Genealogien pflegte und eine „unerwartete“ Vorliebe für Heraldik hatte. Andere Wissenschaftler weisen auch auf Vladimirescus elitären Geschmack und seine Gewohnheiten hin, seine Weigerung, Vergeltungsmaßnahmen gegen die Bojaren zu befürworten, und die Niederschlagung des bäuerlichen Radikalismus während seiner Machtergreifung. Es ist auch wahrscheinlich, dass Vladimirescu beabsichtigte, sich als Prinz anerkennen zu lassen, was durch sein Tragen eines weißen Gugiamans belegt wird, das traditionell den Königen vorbehalten war. Seine Untergebenen nannten ihn oft Domnul Tudor, was ebenfalls auf monarchische Ambitionen hindeutete (siehe Domnitor). Die italienische Presse seiner Zeit betrachtete ihn als den Duce der Walachei.

### Pro- und Anti-Griechisch
Ein weiteres schwankendes Merkmal von Vladimirescus Revolte war seine Haltung zum griechischen Nationalismus. Laut Iorga bedeutete die Herrschaft der Phanarioten ein „System unauflöslicher Elemente“, das sich auf Hellenismus und Hellenisierung konzentrierte. Maciu bemerkt weiter, dass die Herrscher der Phanarioten den rumänischen Nationalismus und das nationale Erwachen durch die Popularisierung einer ostorthodoxen Identität, die Rumänen und Griechen gemeinsam war, behindert hatten. Dies etablierte ein Muster der Zusammenarbeit und brachte Nationalisten verschiedener Ethnien in Kontakt miteinander. Insgesamt, so Vârtosu, war der Aufstand nicht fremdenfeindlich, sondern protektionistisch: Vladimirescu befürwortete die „Erhebung der einheimischen Bevölkerung“, wandte sich aber auch an die Verkündigung an eine größere „Menschenverwandtschaft“. Sein weiß-blaues Banner enthielt sowohl bekannte Symbole der christlichen Tradition, die „die Botschaft in die theologische Färbung des religiösen Glaubens tauchten“, als auch Verse, die die „rumänische Nation“ beschrieben. Auf dem Balkan empfand Vladimirescu die größte Sympathie für die Serbische Revolution, da er direkte Kontakte zu Karađorđe hatte. The Public Ledger spekulierte sogar, dass er selbst Serbe war. Zu den Anhängern des Pandurenaufstands gehörte auch Naum Veqilharxhi, der das möglicherweise erste Manifest des albanischen Nationalismus veröffentlichte.
In diesem Kontext hatte Vladimirescu jedoch „keinen besonderen Grund, den Phanarioten [Ypsilantis] zu schätzen“ und die Ideale des orthodoxen Universalismus, die „die [rumänischen] Bestrebungen unterordneten“, wurden mit allgemeinem Misstrauen betrachtet. Wie Historiker anmerken, hätte Vladimirescu „das Land gern sowohl von den Griechen als auch von den Türken befreit“ und betrachtete die ersteren mit „starker Abneigung“, da sie „Agenten der türkischen Unterdrückung in seinem Land“ seien. Der Osmanist Kemal Karpat schreibt: „[In] türkischen Quellen [...] wird Vladimirescus Revolte als lokaler Aufstand interpretiert, dessen Hauptziel der Schutz der lokalen Bevölkerung vor der griechischen Ausbeutung war“; eine "lange akzeptierte Version war, dass Vladimirescu gegen die Griechen rebellierte, ohne zu wissen, dass [Ypsilantis], der griechische Revolutionär, sich in Russland gegen den Sultan erhoben hatte". Im Gegensatz dazu schlägt Dăscălescu vor, dass der Aufstand ursprünglich antitürkisch und progriechisch war, dass Vladimirescu jedoch keine Möglichkeit hatte, die Oltenier mit dieser Botschaft für sich zu gewinnen. Darüber hinaus schreibt Oțetea, dass die Pandurenbewegung nicht von der Eteria getrennt werden kann, die ihr „einen Anführer, ein Programm, eine Struktur, den ursprünglichen Impuls, Taktiken für Propaganda und Kampf [und] die ersten Mittel zur Erreichung ihrer Ziele“ gaben. Oțetea behauptet auch, dass Vladimirescu indirekt von der politischen Vision von Rigas Feraios beeinflusst wurde, obwohl dieses Urteil umstritten bleibt.
Aus Sicht der Filiki Eteria war die Entsendung Vladimirescus nach Oltenien eine Vertuschung des griechischen Aufstands – eine List, die von Olympios erdacht und von „Tudor Vladimirescu, seinem Freund“, lediglich gebilligt worden war. Einige Kommentatoren, und wahrscheinlich auch Ypsilantis selbst, sahen Vladimirescu als tatsächliches Mitglied der Eteria an. Vladimirescu billigte die Verschwörung im Glauben an russische Unterstützung. Anfang 1821 verurteilte der Kongress von Laibach jedoch die Griechische Revolution und verlangte von Kaiser Alexander I., jegliche Unterstützung für Ypsilantis' Bewegung zurückzuziehen. Ypsilantis verlängerte sein anderes Bündnis mit Vladimirescu nur durch Wortspiele und verschwieg ihm, dass Russlands Unterstützung weiterhin ungewiss war.

## Die Kampagne Vladimirescus

### Beginn

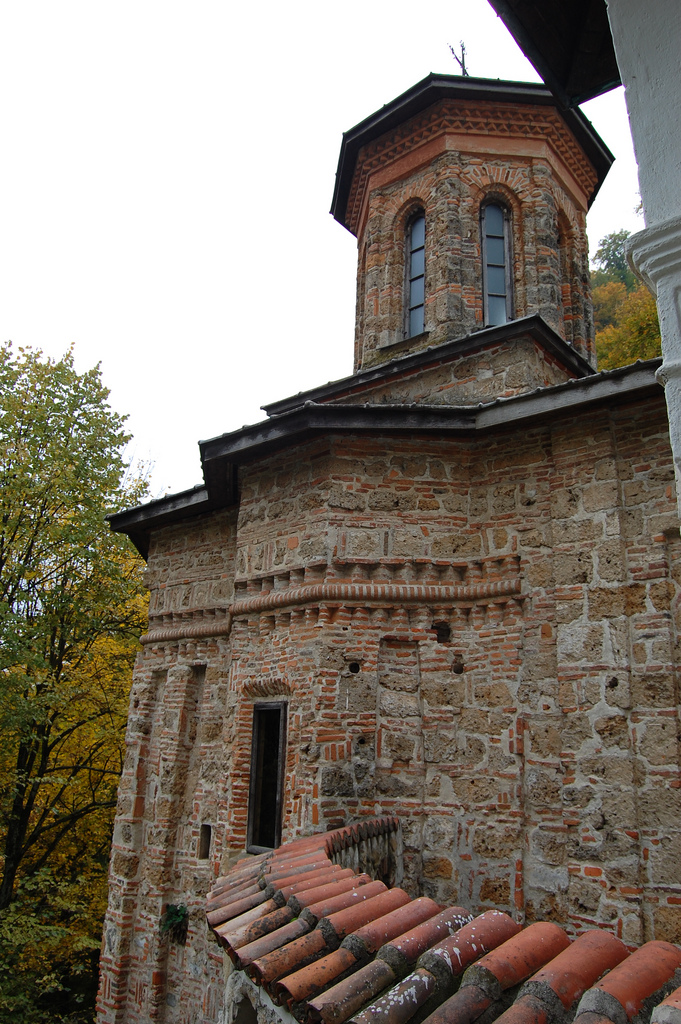
Kloster Tismana, die ursprüngliche Basis der Panduren

Vladimirescu machte seinen ersten Aufenthalt in Oltenien in Ocnele Mari und zog dann in die Hauptstadt von Gorj, Târgu Jiu, wo er im Haus des Steuerpächters Vasile Moangă (oder Mongescu) wohnte. Seine erste Aktion als Rebell war die Verhaftung oder Geiselnahme des einheimischen Ispavnic Dinicu Otetelișanu am 21. Januar. Am 22. Januar eroberten er und seine Arnaut-Wache das Kloster Tismana und verwandelten es in einen Sammelpunkt und ein Gefängnis. Einen Tag später erließ Vladimirescu in Padeș eine Proklamation, die soziale und patriotische Parolen vermischte. Sie markierte seinen ideologischen Dissens und proklamierte das Recht der Bauern, „Böses mit Bösem zu begegnen“. In einem „kraftvoll biblischen Stil“ verfasst, rief es eine „Volksversammlung“ ins Leben, die „die Schlange mit einem Stock auf den Kopf schlagen“ sollte, um sicherzustellen, dass „gute Dinge geschehen“. In einem parallelen Brief an den Sultan betonte Vladimirescu zudem, dass es sich bei seinem Aufstand eher um einen antibojarischen als um einen antiosmanischen Aufstand handelte. Die osmanische Seite reagierte positiv.
Anstatt seine Unterwerfung unter Ypsilantis vorzubereiten, begann er seinen Marsch auf den Kreis Mehedinți und zog durch Broșteni, Cerneți und Strehaia. Bis zum 29. Januar evakuierten Bojaren und Kaufleute Mehedinți; diese Bewegung spiegelte sich in einem ähnlichen Exodus aus Craiova, der Hauptstadt Olteniens, wider. Zurückgebliebene Bojaren ergaben sich Vladimirescu und leisteten einen Treueeid. Sie wurden bei den Panduren als făgăduiți („Verpflichtete“) bekannt. Obwohl sie Vladimirescus persönlichen Schutz genossen, unterzeichneten Mitglieder dieser Kategorie geheime Protestbriefe an den Sultan und forderten ihn zum Eingreifen gegen die „Räuber“ auf. Im Februar, nachdem Vladimirescu die Stadt Motru erobert hatte, baten die in Craiova verbliebenen Bojaren die Osmanen und Russen um Hilfe. Konsul Pini stimmte ihrem Ersuchen zu, Gewalt gegen Vladimirescu anzuwenden, lehnte jedoch den Einsatz russischer Truppen zu diesem Zweck ab.
Von Pini beruhigt, begannen die Regenten, einen Arnaut-Widerstand gegen den Aufstand zu mobilisieren. Einzelne Einheiten wurden von Dumitrachi Bibescu, Sardar Diamandi Djuvara, Deli-bașa Mihali, Pharmakis, Hadži Prodan und Ioan Solomon angeführt. Trotz gewaltsamer Zusammenstöße bei Motru ergaben sich viele der loyalen Truppen nach Verhandlungen mit dem Pandurenagenten Dimitrie Macedonski freiwillig. Angesichts dieser Gehorsamsverweigerung blieb Caimacam Brâncoveanu Berichten zufolge ruhig und verlangte Auskunft über Vladimirescus Beschwerden. Über seine Verbündeten aus dem Kreis um Macedonski forderte der Rebellenführer eine Vereinigung der Bojarenparteien im Sinne seines revolutionären Ziels, zu dem auch die Lösung der Bauernfrage gehörte, und wies sie an, das Arnautenkorps aufzulösen. Unterdessen reagierte die Bauernschaft auf die Proklamation von Padeș mit der Organisation kleinerer Aufstände. Einige ereigneten sich in Pandurenhochburgen, wie während Dumitru Gârbeas Überfall auf Baia de Aramă, während andere in weiter entfernten Dörfern wie Bârca und Radovanu ihren Ursprung hatten. Ein Hauptmann Ivanciu übernahm die Kontrolle über Pitești und überfiel die umliegenden Dörfer. In anderen Gegenden wurden Straßenraubüberfälle von rumänischen Bauern oder Sklaven romanischer Herkunft organisiert. Solche Vorfälle ereigneten sich in Slănic, Urziceni oder im Kloster Nucet.
Am 4. Februar lagerten die Panduren erneut in Gorj, bei Țânțăreni. Hier wuchs Vladimirescus Armee massiv an und umfasste nun etwa 4000 Infanteristen und 500 Reiter. Die Macedonskis berichten, er habe darauf gewartet, dass die Bojaren seinen Befehlen folgten und sich unter seinem Kommando vereinigten, doch diese Forderung sei unrealistisch gewesen. Während er in Țânțăreni wartete, übermittelte Vladimirescu dem Diwan der Bojaren seine Antwort. Dessen Führung hatte darum gebeten, keine „landschädlichen“ Aktivitäten zu unternehmen. Vladimirescu präsentierte sich als „Verwalter“ des Staates – als jemand, der vom Volk gewählt wurde, um die „schreckliche Tyrannei“ der Bojaren zu beenden, ohne jedoch das Regime zu stürzen. Eine Bojarendelegation unter der Führung von Vornic Nicolae Văcărescu reiste am 11. Februar in Vladimirescus Lager. Sie forderte die Panduren auf, nicht nach Bukarest zu marschieren, und appellierte an ihre patriotischen Gefühle. Vladimirescu erwiderte, seine Vorstellung vom Mutterland sei grundlegend anders: „das Volk und nicht die Koterie der Plünderer“ (oder „Räuberklasse“). Obwohl er damit seine allgemeine Abneigung gegen die Bojaren bekräftigte, versicherte Vladimirescu Văcărescu auch, dass er „dieser Koterie keinen Schaden zufügen“ wolle und „umso mehr möchte ich ihre Privilegien vervollständigen und stärken.“

### Aufstellung einer Armee

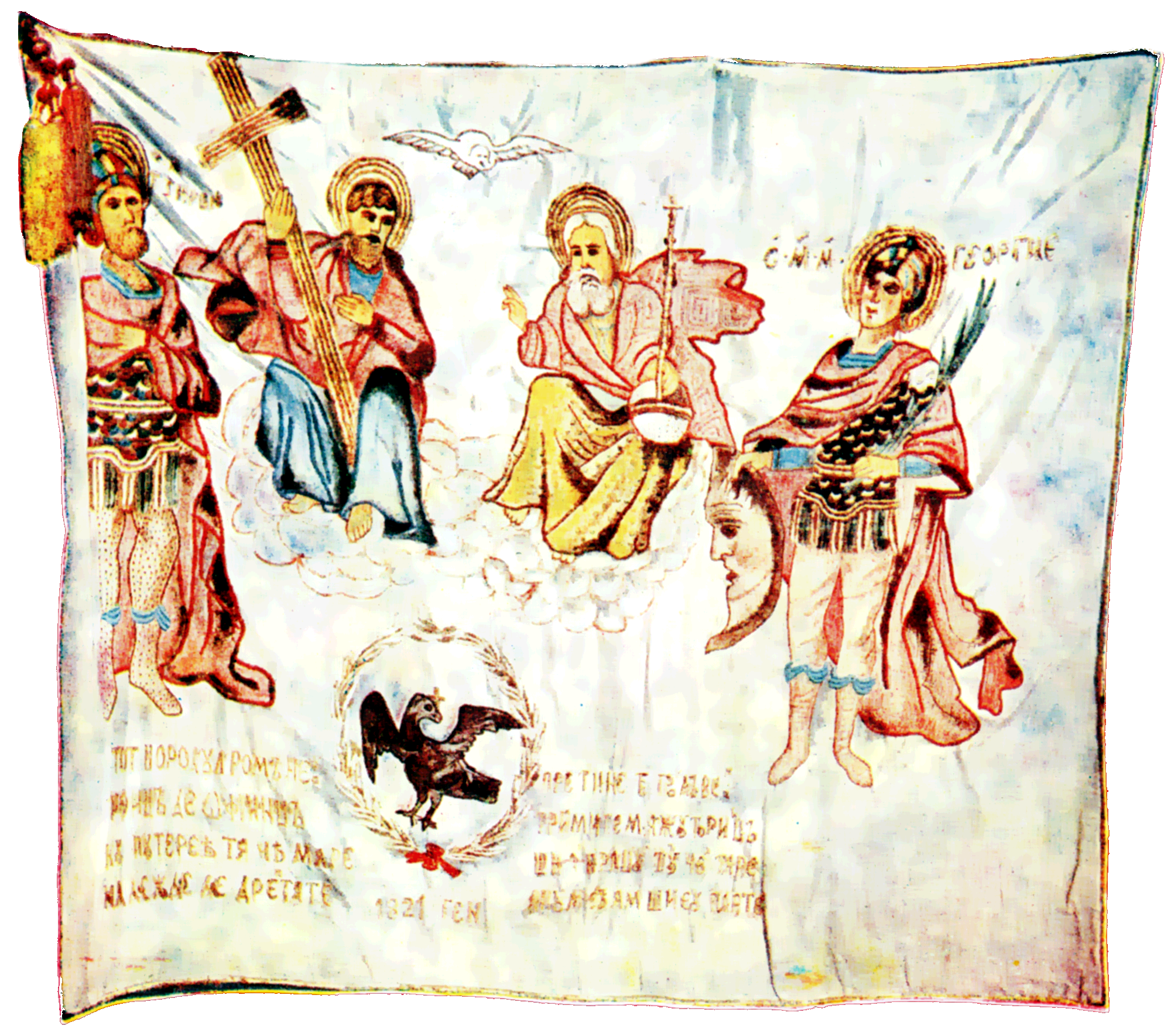
Flagge Tudor Vladimirescus während des Aufstands (1821)

Văcărescu wurde sofort durch Constantin Samurcaș ersetzt, einen Agenten der Filiki Eteria, der es vorzog, die Panduren durch Bestechung zur Unterwerfung zu bewegen. Er bot Vladimirescu eine Begnadigung und einen hohen Tribut an, der von den Bürgern Craiovas eingetrieben wurde. Angeblich schickte er Hadži Prodan mit 90.000 Talern als Geschenk nach Țânțăreni. Mindestens einem Bericht zufolge bereitete Samurcaș auch Truppen der Arnauten unter Salomon und Djuvara auf einen Überraschungsangriff auf Vladimirescus Quartier vor. Prodan selbst berichtete, er habe geheime Befehle gehabt, Vladimirescu zu töten, sei diesem jedoch nicht gefolgt und zu den Panduren übergelaufen. Im Gegensatz dazu betrachten antigriechische Autoren Prodan als Doppelagent der Eteria, der zusammen mit Dimitrie Macedonski infiltriert wurde. Liprandi behauptet, Vladimirescu habe den Spieß umgedreht und Samurcaș unerwartet eine Liste von Bojaren und Würdenträgern übergeben, deren Hinrichtung er wünschte. Zu den Namen gehörte angeblich auch Dionisie Lupu, Metropolit der Walachei. In der Zwischenzeit versprach Caimacam Văcărescu Vladimirescu schriftlich 250.000 Taler als zusätzliche Hilfe, forderte aber laut Liprandi auch die Panduren auf, Samurcaș, den „Feind unserer Sache“, zu verhaften und zu töten.
Zu den Panduren gesellten sich Banden oltenischer Heiducken, darunter der bereits berühmte Iancu Jianu, sowie eine kleine Auswahl junger Bojaren, darunter Ioan Urdăreanu und eine Gruppe von Schreibern: Petrache Poenaru, Ioniță Dârzeanu und Dumitrache Protopopescu. Es bleibt ungewiss, ob Gheorghe Magheru, ein Spross des Bojarenclans in Albeni, 1821 ebenfalls ein freiwilliger Pandur war. Vladimirescu verfolgte weiterhin Vertreter des alten Regimes und ließ den Steuerpächter Pau Nicolicescu in Strehaia hinrichten. Dennoch erlaubte er anderen bekannten Ausbeutern, darunter Ghiță Cuțui, sich seiner Rebellenarmee anzuschließen. Es ist statistisch wahrscheinlich, dass mehr als die Hälfte seiner Armeehauptleute von Bojaren dritter Klasse besetzt waren.
Der einheimische oltenische Kern wurde durch rumänische Bauern ergänzt, die aus dem Großfürstentum Siebenbürgen, das Teil des österreichischen Kaiserreichs war, und aus dem Eyâlet Silistra (osmanisches Dobrudscha) einwanderten. Es gab auch eine Massenzuwanderung anderer Balkanvölker. Insbesondere die Kavallerie bestand aus ausländischen Freiwilligen, hauptsächlich Arnauten und Serben. Der Kommandokern bestand aus griechischen, serbischen, aromunischen und bulgarischen Offizieren, deren Loyalität in erster Linie der Eteria galt. Zu ihnen gehörten Olympios, Pharmakis, Prodan, Serdar Djuvara und Macedonski.[4] Die anonyme Chronik Istoria jăfuitorilor erwähnt zusätzlich, dass Vladimirescus Kerneinheiten mit Veteranen aus Karađorđes Armeen besetzt waren, darunter Pharmakis, Mihali und Tudor Ghencea; andere, die unter Ali Pascha von Ioannina gedient hatten. Europäische Zeitschriften berichteten auch über die Rekrutierung von Griechen aus Deutschland und die Anwesenheit ehemaliger Offiziere der Grande Armée.

Karte der Märsche von Vladimirescu und Ypsilantis auf Bukarest

Die Spannungen zwischen diesen Figuren und ihrem oltenischen Kommandanten wurden im Februar sichtbar, als Vladimirescu die Plünderung des Otetelișanu-Anwesens in Benești durch Prodan und Macedonski stoppte. Laut Liprandi war Olympios in Vladimirescus Lager immer eine Belastung, da er sowohl ihn als auch Ypsilantis für materiellen Gewinn manipulierte. Olympios stellte Vladimirescu auch auf die Probe, indem er einen abtrünnigen Panduren, Grigore Cârjaliul, rettete und beschützte und indem er einige der in Tismana festgehaltenen Gefangenen ermordete. Pharmakis, der seine eigene Kohorte von „400 Albanern“ befehligte, handelte ebenfalls unabhängig und schützte die Bojaren Lăcusteanu vor Verfolgungen. Vladimirescu seinerseits schützte Dinicu Golescu und seine Familie und befahl seinen Truppen, Iordache freizulassen. Letzterem wurde dann eine Pandurenwache zur Seite gestellt, die ihn nach Siebenbürgen eskortierte.
Am 23. Februar erlebte Bukarest einen weiteren Regimewechsel. Brâncoveanu verließ heimlich Bukarest und überquerte die Grenze nach Siebenbürgen, wo er sich in der Grenzstadt Corona (Brașov) niederließ. Seine Abreise löste erneut Panik aus, die von den Arnauten geschürt wurde. Olympios und Pharmakis kehrten in die Hauptstadt zurück und übernahmen die Kontrolle über deren Garnison. Sie überfielen außerdem Târgoviște, Găești und Băicoi. Der Sultan ernannte einen neuen Prinzen, Scarlat Callimachi, der sich weigerte, die osmanische Sicherheit für seinen Thron aufzugeben. Stattdessen ernannte Callimachi ein neues Triumvirat der Caimacami unter dem Vorsitz von Stefan Bogoridi. In dieser Zeit kehrte auch Sava Fochianos nach Bukarest zurück, den Callimachi zum Binbashi seiner eigenen Garnison von Arnauten ernannt hatte.
Parallel dazu begann der Aufstand der Mitglieder der Filiki Eteria mit einem Aufstand der moldauischen Streitkräfte in Galați und einem Pogrom der einheimischen Türken, beides inszeniert von Vasileios Karavias. Militärisch organisiert als „Heilige Schar“, besetzten die Anhänger der Filiki Eteria in der letzten Februarwoche Moldawien und veröffentlichten Manifeste, in denen sie alle osmanischen Christen aufforderten, sich ihnen anzuschließen. In Iași wurde eine Militärregierung unter General Pendidekas gebildet. Dies war der Ausgangspunkt für einen Exodus der Einheimischen aus dem Land, mit einigen Nischen des anti-eteristischen Widerstands. Insgesamt waren die moldauischen Bojaren schockiert über Karavias' Gewalt. Die einheimische Bevölkerung war aufgrund ihrer anti-phanariotischen Einstellung antigriechisch eingestellt, und nur wenige tausend Moldawier schlossen sich der Heiligen Schar an.

### Einnahme von Bukarest
Auch in der Walachei rückten die vereinten Panduren-Arnauten-Streitkräfte auf Bukarest vor und nahmen am 4. März Slătioara ein. Kallimachis Regentschaft versuchte ebenfalls, Vladimirescu zur Unterwerfung zu bewegen, doch dieser ignorierte das Angebot und bereitete, angestiftet von den Macedonskis, eine Eroberung der Walachei durch die Panduren vor. Anschließend stellte er den Caimacami ein fünf Punkte umfassendes Ultimatum, das die Entfernung der Phanarioten, die Wiederherstellung eines Aushebungsheeres, Steuererleichterungen sowie 500.000 Taler für Vladimirescus Ausgaben forderte. Ein Dokument mit dem Titel Cererile norodului românesc („Forderungen des rumänischen Volkes“) spezifizierte zudem eine Rassenquote bei der Vergabe von Bojarenämtern und -titeln sowie allgemeiner eine Meritokratie. Die Hauptsteuer wurde beibehalten, aber reduziert und in vierteljährliche Raten aufgeteilt.
Die Schätzungen von Vladimirescus Truppenstärke schwanken erheblich. Einige Autoren gehen von 8.000 Soldaten aus (6.000 oltenische Infanteristen, 2.000 Balkankavalleristen), während andere die Zahl auf 10.000, 14.000 oder 24.000 Mann beziffern. Laut Cioranu umfasste Vladimirescus Armee insgesamt 20.000 Mann: Von seinen 12.000 Panduren waren 6.000 in Festungen in Oltenien zurückgelassen worden, darunter Truppen unter Serdar Djuvara, Solomon und Moangă; 8.000 Arnauten „verschiedener Rassen“, hauptsächlich Serben aus Karađorđes Armee, von denen nur 2.500 für den Kampf zur Verfügung standen. Vladimirescu selbst behauptete, mindestens 12.000 Mann unter Waffen zu haben, während vorsichtige Schätzungen diese Zahl auf 4.000 oder 5.000 senken. Diese Truppen wurden zudem von einer Artillerieeinheit unterstützt. Verschiedenen Schätzungen zufolge verfügten sie über fünf bis acht Kanonen, darunter zwei kleinere.
Der Marsch der Panduren ging mit einer Rekrutierungskampagne einher. So hielt Salomons Hilfstruppe Craiova, wo sie begann, Bürger anzuwerben. Pitești, das strategisch wichtig war, wurde am 7. März gesichert und Hauptmann Simion Mehedințeanu unterstellt. Die Rekrutierung der Panduren scheiterte hier weitgehend, doch die Stadtbewohner versprachen ihre materielle Unterstützung. Der feindselige Erzähler der Istoria jăfuitorilor behauptet außerdem, dass Vladimirescu in Bukarest von einer fünften Kolonne erwartet wurde, bestehend aus „Vagabunden, Ausländern, serbischen, arnautischen oder bulgarischen Dieben und all jenen Bukarester Bettlern, die wir spöttisch Crai [Könige] nennen“. Der Zusammenbruch der Macht der Phanarioten beschleunigte den Übertritt der Arnauten, die keine Gehälter mehr aus der Staatskasse erhielten. Vladimirescu selbst unterschied zwischen loyalen und illoyalen Arnauten. In Slatina hatte er eine 40 Mann starke serbische „Tötungswache“ aufgestellt, die möglicherweise von Chiriac Popescu angeführt wurde. Ihre erste Mission bestand darin, die Anführer der Arnauten zu ermorden, die an Plünderungen beteiligt waren.
Am 10. März überquerten die Rebellen den Fluss Olt, marschierten durch Șerbănești und Ciolănești und schlugen dann ihr Lager in Vadu-Lat auf. Angeblich, um sich „mit Vladimirescu zu vereinen“, überquerte die Heilige Schar den Milcov in die Walachei, wobei Ypsilantis den Einheimischen versicherte, er werde in den von ihm besetzten Gebieten eine gute Regierungsführung aufrechterhalten und keine Gewalt gegen sie dulden. Berichten zufolge schickte Vladimirescu ihm Briefe mit der Aufforderung zum Rückzug, die Ypsilantis jedoch erst erreichten, als er sich bereits in Ploiești befand. Während ihres Lagers dort organisierte die Heilige Schar eine Militärregierung aus Griechen und walachischen Anhängern der Filiki Eteria. Entgegen Ypsilantis' früheren Versprechen führte sie Razzien gegen Zivilisten und zahlreiche Beschlagnahmungen von Eigentum durch. Wie Cioranu bemerkt: „Die Rumänen wollten [Ypsilantis‘ Proklamationen] nie hören, geschweige denn unter seiner Flagge kämpfen.“
Die unerwartete Doppelinvasion alarmierte den Diwan. Die meisten Bojaren weigerten sich, Vladimirescus Zusicherungen zu vertrauen und flohen aus Bukarest in Sicherheit nach Siebenbürgen oder aufs Land, obwohl Olympios und Pharmakis versuchten, sie bei Cotroceni und Ciorogârla abzufangen. Eine neue Regentschaft übernahm die Macht unter Metropolit Dionisie; zu seinen Ministern gehörten Alecu Filipescu-Vulpea, Fotachi Știrbei und Grigore Băleanu. Die Hauptstreitmacht der Panduren nahm am 16. März Bolintin ein und entsandte Patrouillen, um Cotroceni und Colentina einzunehmen. In Bolintin richtete Vladimirescu seinen Appell an die Bukarester und teilte ihnen mit, dass sie nichts zu befürchten hätten, sobald sie sich seiner Sache, der Sache „der Christenheit“, anschlossen. Er distanzierte sich von den verbannten Bojaren und beschuldigte sie, gemeinsame Sache mit den Phanarioten gemacht zu haben. Eine zweite Proklamation vom 20. März war ein Aufruf zur nationalen Einheit, „denn wir sind alle Teile desselben Volkes“. Darin zeigte sich sein Glaube an die Klassenzusammenarbeit, aber auch sein Ehrgeiz, als nationaler Führer aufzutreten und zum Wohle der Besitzlosen zu regieren.

Karte von Bukarest und seinen Bezirken ("Farben") unter Tudor Vladimirescu; zeigt Quartiere der jeweiligen Armeen von Vladimirescu und Ypsilantis, orthodoxe Klöster und das Herrenhaus Belvedere

Die Panduren näherten sich Bukarest langsam von Westen her. Einer mündlichen Überlieferung zufolge errichtete Vladimirescu ein weiteres Lager in Cotroceni. Sein Zelt stand genau an der Stelle, an der später der Arzt Carol Davila begraben wurde. Am 21. März marschierte die Rebellenarmee schließlich in die walachische Hauptstadt ein. Die Rebellenkolonne, gefolgt von einer Masse von Stadtbewohnern, marschierte durch den Stadtteil, der später als Rahova bekannt wurde. Angeführt wurde der Zug von einem Fähnrich mit Vladimirescus weiß-blauem Banner; Vladimirescu selbst hielt einen Laib Brot in der Hand, um Wohlstand zu signalisieren. Als er Dealul Mitropoliei erreichte, beschlagnahmte er das Haus von Zoe Brâncoveanu und machte es zu seiner vorübergehenden Residenz. Er und seine Armee wurden von Metropolit Dionisie begrüßt, der nun seine „große Freude“ zum Ausdruck brachte. Die in der Stadt verbliebenen Bojaren bezeichneten Vladimirescus Bewegung als „nützlich und erlösend für das Volk“, erkannten ihn als Gouverneur an und schworen seine Unterstützung. Im Gegensatz dazu besetzte die Garnison der Arnauten, die Fochianos unterstützte, die Metropolitankirche und das Kloster Radu Vodă, trotzte den Panduren und schoss auf sie, als sie sich näherten. Die Pattsituation wurde nach freundlichen Verhandlungen zwischen Fochianos und Vladimirescu beendet, die zu einem Waffenstillstand führten; Fochianos erkannte Vladimirescus Exekutiv- und Judikative über die Walachei an.

### Konflikt mit Ypsilantis
Inzwischen hatte auch die Heilige Schar unter Ypsilantis das Gebiet erreicht und lagerte außerhalb der Stadt. Die beiden Armeen „beobachteten sich gegenseitig, ohne miteinander zu verschmelzen; der grundlegende Widerspruch ihres Bündnisses wurde immer deutlicher“. Die Anhänger der Filiki Eteria drängten auf die Einreise nach Bukarest, doch Vladimirescu bot ihnen lediglich ein verlassenes Herrenhaus der Familie Ghica in Colentina außerhalb der Stadtgrenzen an. Ypsilantis und sein Stab durften die Stadt besuchen, wurden jedoch von den antigriechischen Einheimischen verspottet, die ihre Armee als „Pastetenbäcker“ bezeichneten. Am 25. März trafen sich Ypsilantis und Vladimirescu zum ersten Mal. Obwohl sie sich sofort nicht mochten, einigten sie sich auf eine Teilung der Walachei: Vladimirescu behielt Oltenien, Bukarest und Süd-Muntenien (bestehend aus der Walachischen Tiefebene), während die Heilige Schar in den Muntenischen Teil der Südkarpaten vorrückte. Das Treffen gab den Panduren auch die Gelegenheit, Ypsilantis' Armee zu beobachten, die sie als erschreckend klein und unzureichend vorbereitet empfanden.
Während die Teilung im Gange war, erreichte die Nachricht, dass Russland Ypsilantis als Feind der Heiligen Allianz denunziert hatte. Wie Liprandi berichtet, bat Vladimirescu Ypsilantis privat, seine Durchreise durch die Walachei abzuschließen oder sich nach Moldawien zurückzuziehen. Ypsilantis verheimlichte dieses Detail vor seinen walachischen Kontakten, als er begann, Unterstützungsversprechen von den verschiedenen Hauptleuten der Panduren entgegenzunehmen. Er verheimlichte ihnen auch, dass die Heilige Schar vom orthodoxen Patriarchen Gregor V. mit Anathema belegt worden war.
Am 15. März brachen Pharmakis und seine Truppen, die in Lipscani im Zentrum Bukarests stationiert waren, mit den Panduren. Eine vom Schauspieler Costache Aristia organisierte Zeremonie weihte ihre eigenen Armeesymbole, die an byzantinische Flaggen und Insignien erinnerten. Wie Cioranu feststellte, verließen „fast alle Ausländer, die unter Tudors Banner standen“, ihre Posten in Oltenien und schlossen sich der Heiligen Schar an. Dabei „plünderten sie Kirchen, Häuser, Dörfer, Bojaren, Kaufleute und alles, was sie in die Hände bekommen konnten, ließen Christen nackt zurück [...] und vergewaltigten Frauen und Mädchen vor den Augen ihrer Männer und Väter.“ Derselbe Cioranu bemerkt, dass die Heilige Schar, obwohl offiziell nur 7.000 Mann stark, damals auf die Unterstützung von mindestens 20.000 Griechen und Verbündeten zählen konnte. Vladimirescu konnte dennoch ein Bündnis zwischen Fochianos und Ypsilantis verhindern, indem er Fochianos, der praktisch seine Geisel war, an sein Versprechen gegenüber dem Divan erinnerte. Gemeinsam begannen sie, die Stadt zu überwachen, um Plünderungen durch die Anhänger der Filiki Eteria zu verhindern. Im Mahalla bildeten die Panduren eine Bürgerwehr, die möglicherweise aus Tausenden von Rumänen und Roma bestand. Fochianos befehligte 800 loyale Arnauten und 1.000 bewaffnete Gerber. Verschiedenen Berichten zufolge entfremdete die Anti-Plünderungspolitik einen Teil der Truppen, woraufhin bis zu 400 Mann Vladimirescus Lager verließen.
Die beiden Armeen blieben „an Ort und Stelle verhaftet“, und Vladimirescu suchte nach einem ehrenhaften Rückzugsort. Am 27. März verfassten die von ihm angestifteten Bojaren einen Brief, in dem sie ausländische Mächte darüber informierten, dass die Revolution lediglich darauf abzielte, „alte Privilegien“ wiederherzustellen und Missbrauch einzuschränken. Vladimirescu verfasste und sandte außerdem per Briefe Lehnseid an Mahmud II., in denen er seine Forderungen auf die Wiederherstellung der Wahlmonarchie in der Walachei beschränkte. Die Osmanen antworteten, dass es solche Verhandlungen geben würde, falls er seine Waffen nicht abgab. Zu dieser Zeit wurde das von der Filiki Eteria geführte Hinterland in Moldawien von einer pro-osmanischen und von Österreich unterstützten Guerilla angegriffen. Unter der Führung von Gavril Istrati und mit roten Fahnen gelang es ihr, die Griechen aus Botoșani zu vertreiben. Wie Iorga argumentierte, stand diese Kraft für die „andere Revolution“ (Hervorhebung durch Iorga), „die, wie die Tudor-Revolution, im Gegensatz zur Griechischen Revolution stand.“ Am 5. April erkannte Vladimirescu die moldauischen Interessen an und schrieb am 5. April an seinen eigenen Diwan über die Möglichkeit einer gemeinsamen Bewegung für Gerechtigkeit.
In den letzten Märztagen, inmitten von Gerüchten über osmanische Vergeltungsschläge, verbarrikadierte Vladimirescu seine Panduren im Schloss Cotroceni. Die neuen Befestigungsanlagen wurden vom nationalistischen Lehrer Gheorghe Lazăr entworfen und von Sträflingen errichtet. Die Panduren errichteten außerdem Aussichtspunkte in der Metropolitankirche und in Radu Vodă. Am 14. April inspirierte Vladimirescu seine Bojaren, eine anti-eteristische Proklamation zu verfassen, in der sie Ypsilanti beschuldigten, ein unehrenhafter Gast in einem „Land zu sein, das ihn mit offenen Armen empfangen hatte“. Der Metropolit und der Diwan erhielten zudem besonderen Schutz von Tudor und wurden an einen sichereren Ort im Belvedere Manor in Ciurel gebracht. Laut Liprandi war dies ein von Filipescu-Vulpea eingefädelter Schachzug, der die Flucht der Bojaren nach Siebenbürgen plante. Liprandi berichtet auch, dass Vulpea Konflikte zwischen Vladimirescu und Fochianos ausnutzte, indem er letzteren auch für die Bojaren als tödliche Gefahr darstellte. Tatsächlich konnten die Bojaren Fochianos' versuchten Überfall auf Belvedere überleben.
Von seiner Kaserne in Târgoviște aus reagierte Ypsilantis auf Vladimirescus Vorwürfe mit einer Proklamation, in der er seine Enttäuschung zum Ausdruck brachte und seine Absicht bekundete, die Walachei zu verlassen, um die Osmanen auf dem Balkan anzugreifen. Er begann jedoch auch, Nord-Muntenien als Domäne der Filiki Eteria zu organisieren und entließ Vladimirescus Anhänger. Einem Bericht zufolge dezimierte er auch die walachischen Munitionsvorräte und entwendete rund 6.000 Pfund (fast 3 Tonnen) Schießpulver. Inzwischen bemühte sich Vladimirescu beharrlicher um Frieden mit den Osmanen. Mit Hilfe eines osmanischen Untertans, Nuri Ağa, verbreitete er Vorwürfe, Ypsilantis und Callimachi seien beide Verschwörer, und deutete an, dass der Sultan die Loyalität der Walachei nur durch die vollständige Beseitigung der Phanarioten sicherstellen könne. Am 18. April wurden Jianu und Constantin Borănescu nach Silistra geschickt, um mit den Osmanen zu verhandeln. Die Verhandlungen blieben ergebnislos, da die Walachen sich weigerten, sich zu ergeben oder gegen die Heilige Schar zu kämpfen. Jianu wurde dort auf Befehl von Mehmed Selim Pascha verhaftet.

### Untergang

Karte der osmanischen Invasion der Walachei und des Rückzugs der Panduren nach Oltenien

Insgesamt wirkte Vladimirescu zögerlich. Nuri enthüllte später, dass er Bestechungsgelder für Vladimirescu vorbereitet hatte, die er gegen Ypsilantis' Hauptleute einsetzen wollte. Dieses Angebot lehnte Vladimirescu ab, da er Angst davor hatte, verräterische Männer zu bestechen. Parallel dazu verkündete Vladimirescu in einer neuen Proklamation aus Cotroceni, dass Panduren, Serben und Bulgaren gemeinsam gegen die osmanischen Übergriffe vorgehen würden: „Wir müssen unsere Gewehre ins türkische Fleisch schießen, sollten sie einfallen.“ Vladimirescu reagierte auf die Übergriffe, indem er seine eigenen Ispravnici nach Rușii schickte, wo Callimachis Postelnic, Konstantinos Negris, versucht hatte, seine Basis zu errichten. Am Ostersonntag stürmten 600 osmanische Soldaten Rușii und exekutierten 30 Panduren sowie 170 Zivilisten. Ein serbischer Gesetzloser, bekannt als Ghiță Haidicul, bestrafte einen solchen Einfall am 21. März, indem er etwa 40 Türken gefangen nahm und verstümmelte. Vladimirescu griff nicht mehr ein, als die Başı Bozuk Călărași einnahmen und begannen, es für eine größere Invasion zu befestigen. Sein Aufstand hatte dennoch südlich der Donau, im Sandschak von Nikopolis, großen Einfluss. Die Bulgaren erhoben sich dort zu den Waffen, wurden aber von der osmanischen Armee niedergeschlagen. Die gewaltsame Verfolgung gegen sie wurde zwar eingedämmt, mündete aber später in gezielte Aktionen gegen die nikopolitanischen Katholiken.
In den letzten Apriltagen unternahm die osmanische Armee ihren koordinierten Vorstoß in die Walachei. Sie umfasste 20.000 bis 32.000 Soldaten, von denen die Hälfte direkt nach Moldawien zog. Die anderen 10.000 oder 14.000 Mann wurden in zwei Kolonnen aufgeteilt: Eine unter dem Derwisch Mehmed Pascha und Ioan Rogobete marschierte bei Calafat in Oltenien ein; die andere unter der Führung von Mehmed Selim Pascha und Kara Feiz Ali brach von Călărași nach Muntenia auf. Von der östlichsten Streitmacht marschierte ein Regiment unter Yusuf Berkofcali auf dem Weg nach Moldawien in Brăila ein, wo es Galați in Brand setzte und die Bevölkerung massakrierte. Diese Invasionstruppe bestand aus 5.500 Infanteristen und 500 Kavalleristen, unterstützt von 1.000 Saporoger Kosaken der Donau-Sitsch; auch Hilmi Ibrahim Pascha segelte mit rund 40 osmanischen Flussschiffen in die Region. Während der anschließenden Invasion des Kreises Putna isolierte Berkofcali Berichten zufolge einige weitere Überreste von Vladimirescus Armee.
Vom 14. bis 15. Mai hielten die Osmanen Copăceni und Cățelu in Sichtweite von Bukarest. Ein Ferman der Pforte verkündete, dass ihre Armeen versuchen würden, Gerechtigkeit zu üben und „die Ausgebeuteten von den Ausbeutern“ zu trennen; er lobte Fochianos und Negris für ihre Loyalität und beauftragte sie, Bukarest zu regieren, „bis die Völker so befriedet sind wie in alten Zeiten“. Dieses Dokument beschrieb Vladimirescu als Loyalisten, der „Mitleid und Gerechtigkeit“ forderte, während Ypsilantis als „Ausgestoßener“ abgetan wurde. Sowohl Nuri als auch ein osmanischer General, Kethüda Kara Ahmed, unterbreiteten den Panduren neue Angebote zur Zusammenarbeit, darunter das Versprechen, eine „für die Bauern günstigere Regelung“ einzuführen. Obwohl er vom Ferman gelobt wurde, machte Fochianos eine verspätete Demonstration seiner Bekehrung zur Sache der Filiki Eteria, indem er unter einem „Freiheitsbanner“ – wahrscheinlich demselben, das Aristia gehisst hatte – durch Bukarest marschierte. Berichten zufolge prahlte Fochainos mit seiner Fähigkeit, „ganz Bulgarien durch seine Agenten und seinen Einfluss auf diese kriegerische Nation aufzuwiegeln.“
Einer Interpretation zufolge erwog Vladimirescu noch immer militärischen Widerstand, war aber Fochianos gegenüber misstrauisch und gab diesen Plan zugunsten eines vollständigen Rückzugs auf. Er schickte seine Akolythen Mihali und Ghencea zu Ypsilantis und Pharmakis zum Kloster Mărgineni, angeblich um den Widerstand zu synchronisieren. Cioranu argumentiert, dies sei lediglich ein Vorwand gewesen, um die Heilige Schar auszuspionieren. In diesen Tagen hatten die beiden rivalisierenden Armeen, die griechische und die walachische, bereits begonnen, durch die Walachei in Richtung ihrer jeweiligen Karpatenfestungen vorzurücken: Vladimirescus Armee nahm Kurs auf Oltenien, während Ypsilantis in den Norden Munteniens vorrückte. Der Rückzug sah auch Militärübungen vor, die die Widerstandsfähigkeit und Kampfbereitschaft der Truppen auf die Probe stellten. Bei einem berichteten Vorfall inszenierte Vladimirescu einen osmanischen Angriff und befahl einigen seiner Soldaten, türkische Uniformen anzuziehen. Ordnung und Moral unter den Panduren schwanden, was Vladimirescu dazu veranlasste, Strafen zu verhängen, die von „Grausamkeit“ geprägt waren. Er könnte bis zu 30 seiner eigenen Soldaten getötet haben, einige davon durch seine eigene Hand.
Der Rückzug erzürnte auch die Heilige Schar. Einer Erzählung zufolge schickte Ypsilantis Fochianos zur Verfolgung der walachischen Kolonne. Andere Versionen legen nahe, dass Fochianos, der noch immer mit der Pforte in Kontakt stand, erwartete, „die beiden Seiten gegeneinander auszuspielen und sich dann auf die Seite des Siegers zu stellen“ oder „eine Gelegenheit zu haben, den Prinzen [Ypsilantis] gefangen zu nehmen“. Auch Olympios folgte den Panduren und forderte Vladimirescu nach ihrer Ankunft auf, zurückzukehren, um für Bukarest zu kämpfen. Während einer anschließenden Pattsituation am Ufer des Cârcinov erklärte sich Vladimirescu bereit, Deeskalationsgespräche zu führen. Der Terror gegen seine eigenen Truppen hatte während des Durchzugs der Panduren durch den Kreis Argeș seinen Höhepunkt erreicht. In Golești befahl Vladimirescu die Hinrichtung von Ioan Urdăreanu als Strafe für die Desertion von vier Panduren-Hauptleuten. Dieser Vorfall soll für viel Leid gesorgt und die Unterstützung der Panduren für ihren Anführer stark verringert haben. Laut dem Schreiber Dârzeanu nutzten Olympios und Pharmakis die Verhandlungen in Golești, die zu einem erneuerten Pakt mit der Heiligen Schar führten, um auf die Unzufriedenen der Panduren zuzugehen und ihre Verpflichtungen zu prüfen.
Vladimirescu überwarf sich auch mit den Macedonskis, die behaupteten, auf Beweise für die Veruntreuung von einer Million Taler gestoßen zu sein, und ankündigten, ihn dem Diwan zur Verhandlung auszuliefern. Am 21. Mai marschierten Ypsilantis’ Agenten in das Lager ein und nahmen Vladimirescu fest, überzeugt, dass keiner seiner Soldaten ihnen Widerstand leisten würde. Cioranu erinnert sich, dass die Anhänger der Filiki Eteria Vladimirescus Korrespondenz mit der Pforte zeigten, woraufhin sich die Panduren hinter Prodan und Macedonski versammelten, die als ihre neuen Kommandeure identifiziert wurden. Sie sagten ihnen angeblich, dass Olympios persönlich Vladimirescus Übergabe an den Diwan abwickeln würde. Stattdessen wurde der Gefangene zum Hauptquartier der Heiligen Schar in Târgoviște gebracht, wo er gefoltert, erschossen, in Stücke geschnitten und beseitigt wurde.

## Folgen
Unmittelbar danach zerstreuten sich die Panduren, und die meisten kehrten ins Zivilleben zurück. Von denen, die sich weigerten, schlossen sich einige Ypsilantis' Truppen an, während andere sich mit Anastasie Mihaloglu zu einer unabhängigen revolutionären Truppe zusammenschlossen. D. Macedonski, der nach Oltenien reiste, aber mit den Mitgliedern der Filiki Eteria in Kontakt blieb, wurde angeblich von seinen Verbündeten desinformiert, dass Vladimirescu noch am Leben, aber im Exil sei. Zu den Streitkräften der Panduren gehörten auch etwa 800 Überläufer aus Golești unter Ioan Oarcă sowie Salomons Truppen, die sich inzwischen nach Țânțăreni zurückgezogen hatten. Die Nachricht von Vladimirescus Gefangennahme unterbrach Poenaru und Ilarion Gheorghiadis von ihrer diplomatischen Mission bei der Heiligen Allianz, die um direkten Schutz vor der „Grausamkeit“ der Anhänger der Filiki Eteria bat. Nachdem sie gerade die Grenze nach Siebenbürgen überquert hatten, entschieden sie sich gegen eine Rückkehr.
Andere Sympathisanten der Panduren folgten diesem Beispiel. Zu ihnen gehörte der Dichter Iancu Văcărescu, der einen Säbel mitnahm, von dem er behauptete, er sei Vladimirescus gewesen. Dieser Zustrom alarmierte die siebenbürgischen Behörden, die befürchteten, dass die Panduren eine Revolution unter der Grenzinfanterie und den Leibeigenen des Komitats Hunyad anzetteln würden. In Szúliget wurden mehrere Bauern, darunter der betagte Adam Bedia, inhaftiert, weil sie sich in Erwartung von „Tudors Männern“ vorbereitet und bewaffnet hatten. Kanzler Sámuel Teleki ordnete die Verstärkung der Militärgrenze an und begann mit der Rückführung von Flüchtlingen; die Bojaren von Corona wurden weiter ins Landesinnere deportiert. Sowohl Macedonski als auch Prodan konnten jedoch, als Kaufleute verkleidet, die Absperrung durchbrechen.
Inzwischen hatte sich ganz Bukarest Kara Ahmed ergeben. Auf Rumänisch als Chehaia bekannt, war er bei den Walachen sehr gefürchtet und unbeliebt, da er Massaker und Vergewaltigungen toleriert hatte. Kulturell bedeutete seine Ankunft eine Rückkehr zum traditionellen Kleidungsstil: Westliche Mode, die bei den jungen Bojaren beliebt gewesen war, wurde politisch verdächtig; die Gesellschaft sowohl in der Walachei als auch in Moldawien kehrte zu den Standards osmanischer Kleidung zurück. Auch die Donau-Sitsch beteiligte sich an der Besetzung Bukarests, wobei Kosh Nikifor Beluha die Plünderung organisierte. Beluha kehrte mit einer „großen Belohnung“, darunter einer Kirchenglocke, nach Dunavets zurück. Nach der Evakuierung ergab sich auch Târgoviște den Saporoger Kosaken, blieb jedoch von massiver Zerstörung nicht verschont. Eine Legion von etwa 3000 Soldaten unter Kara Feiz verfolgte die Panduren, nahm Craiova ein und steckte Slatina in Brand.

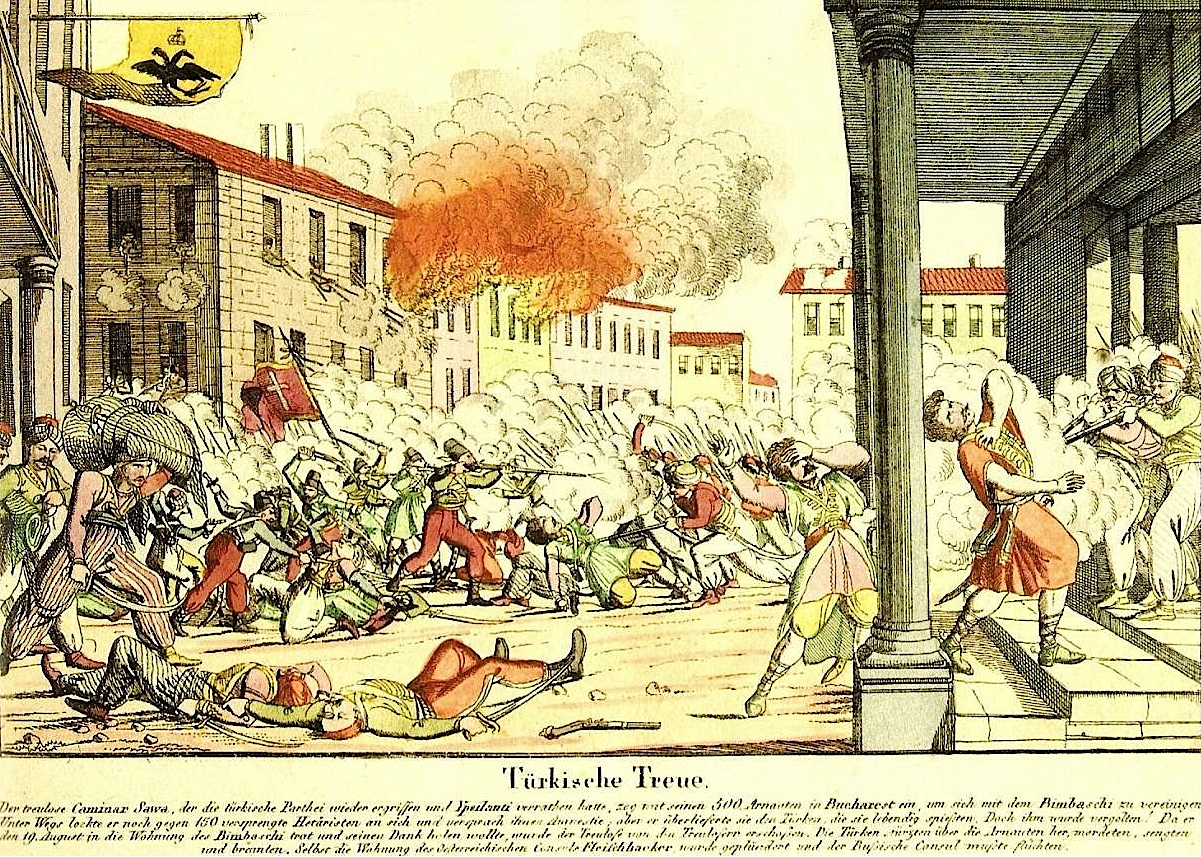
Deutscher Druck von 1821, der Fochianos und seine Arnauten zeigt, die von den Osmanen in Bukarest massakriert werden

Am 26. Mai wurden Mihaloglu, Serdar Djuvara und Solomon in Zăvideni von Kara Feiz überrascht. Die Truppen zerstreuten sich, die meisten ergaben sich den Österreichern in Siebenbürgen. Solomon selbst verbrachte sechs Jahre in österreichischen Gefängnissen. In dieser Zeit flohen auch die nationalistischen Bojaren und Bischöfe, darunter Dionisie, nach Siebenbürgen. Fochianos, der im Land blieb, wandte sich gegen Ypsilantis und versprach sich erneut Callimachi. Anschließend unterstützte er die Invasionstruppen und half, revolutionäre Sympathisanten zu identifizieren und festzunehmen – darunter auch Djuvara, der sich ergab und hingerichtet wurde.
Beide rivalisierenden Revolutionsarmeen wurden im Juni/August 1821 vernichtend geschlagen: Ypsilantis' Armee wurde bei Drăgășani vernichtend geschlagen; die unabhängigen Panduren wurden bei ihrem Widerstand in Nordoltenien massakriert. Die Unterdrückung erfolgte mit extremer Gewalt: Ioan Dobrescu, der letzte walachische Chronist, berichtet, dass „sogar die Berge“ nach Leichen stanken. „Eine große Zahl Leichen“ wurde von Einheimischen aus dem Herrenhaus Colentina geborgen, während andere in den Sümpfen von Tei entsorgt worden waren. Ein neu formiertes Kontingent der Filiki Eteria unter der Führung von Pharmakis und Olympios hielt im Kloster Secu in Moldawien stand; Olympios sprengte sich während der Belagerung in die Luft, während Pharmakis gefangen genommen und enthauptet wurde. Berichten zufolge lebten 1828 nur noch zwei Mitglieder der Filiki Eteria, die bei Secu gekämpft hatten. Im Juli überfielen die Osmanen Ghiță Haiducul und Vladimirescus Bruder Papa und spießten sie auf.
Am 6. August liquidierten die Osmanen ihren nominellen Verbündeten Fochianos und alle seine Arnauten, nachdem sie sie zuvor nach Bukarest zurückgelockt hatten. Der osmanische Terror wurde schließlich vom österreichischen Kaiserreich eingedämmt, das mit einer Invasion drohte, als es erfuhr, dass auch österreichische Untertanen Opfer der Repressionen waren. Am 14. März 1822 sprach die Heilige Allianz eine letzte Warnung aus, die den Sultan zum Rückruf seiner Truppen veranlasste.

## Historische Konsequenzen

### Niedergang der Phanarioten
Trotz gewaltsamer Repressionen blieb das Ideal der Filiki Eteria auf dem Balkan verankert, und nach einem Jahrzehnt des Kampfes gelang es den griechischen Nationalisten, das Königreich Griechenland zu errichten. Der walachische Aufstand hatte im Allgemeinen verzögertere und weniger auffällige Folgen. Der Soziologe Dimitrie Draghicescu äußerte sich besonders ablehnend gegenüber der Bewegung von 1821 und betrachtete sie als Beispiel rumänischer „Passivität“: „[Sie] war so anders als eine echte, mutige Revolution; sie kann auf eine Kundgebung ohne Bedeutung reduziert werden.“ Laut Djuvara scheiterte Vladimirescu, weil „die Zeit für das, was er erreichen wollte, noch nicht gekommen war“: „Es gelang ihm nie, die Bauernmasse der Dörfer zu begeistern, wo seine Botschaft nie die gewünschte Wirkung hatte. [...] Die Klasse, auf die er sich hätte verlassen können – und der er selbst nicht angehörte –, die der Händler und Handwerker, die kaum entstehende Bourgeoisie, war zu diesem Zeitpunkt nicht strukturiert genug, um eine politische Kraft darzustellen.“
Vârtosu beschreibt die Panduren auch als „erste Generation der Demokratie“, aber als „Opfergeneration“ – „es gab wenig ideologische Vorbereitung im Land“. Ähnlich bemerkt Potra, dass die „revolutionäre Bewegung von 1821“ von den Bukaresterinnen und Bukarestern zwar als Chance zur „nationalen Befreiung“ gefeiert wurde, „diese aber nicht hätte erreichen können“. Stattdessen „hat diese erste Revolution, die den Weg für eine Reihe von Kämpfen [...] für die Unabhängigkeit und Freiheit der rumänischen Nation ebnete, die feudale Ordnung gewaltsam erschüttert und zum Untergang des Phanarioten-Regimes beigetragen.“ Maciu hingegen glaubt, dass Vladimirescus Bewegung zwar die „bürgerliche Herrschaft“ und die kapitalistische Produktionsweise hätte herbeiführen können, aber nie zu einer tatsächlichen Revolution führte. Karl Marx bezeichnete die Ereignisse von 1821 einst als „nationalen Aufstand“ und nicht als „Bauernaufstand“. Maciu kommt zu dem Schluss, dass dies zwar ein Zeichen dafür sei, dass der Aufstand sorgfältig geplant war, jedoch kein bürgerliches Ziel verfolgte.
Vladimirescu blieb im symbolischen Bereich bestehen, ein Held der Folklore und Literatur, „eine Legende [...], die den Erbauern des modernen Rumäniens als Nahrung dienen wird.“ Wie der Dichter Ion Heliade Rădulescu argumentierte, war es den Panduren gelungen, die Walachei aus ihrer „Schläfrigkeit“ und „Entartung“ zu befreien. Unmittelbar nach dem Aufstand löste er jedoch hauptsächlich negative Kommentare aus. Eine Gruppe von Chronisten, Bojaren und Konservativen, dominierte weiterhin die literarische Szene. Zu ihnen gehörten Dobrescu, Alecu Beldiman, Naum Râmniceanu und Zilot Românul, die alle Vladimirescu ablehnten. Eine bemerkenswerte Ausnahme von dieser Regel war der aromunische Patriot Toma Gheorghe Peșacov. Obwohl er Vladimirescus gesellschaftlichen Diskurs wahrscheinlich nie guthieß, unterdrückte Dinicu Golescu seine Kritik und äußerte seine eigenen Bedenken hinsichtlich des Corvée. Durch die parallele Darstellung in der Folklore wurde der Pandurenaufstand in die ausländische Literatur übertragen: Einige der ersten Balladen über Vladimirescu oder Fochianos wurden im Gouvernement Bessarabien von Alexander Puschkin gesammelt (der sich bereits im Februar 1821 für den Aufstand begeisterte) und von Alexander Weltman als literarische Quellen wiederverwendet. Der Semiotiker Juri Lotman argumentiert, dass Puschkin den walachischen Aufstand in eine geplante Fortsetzung von Eugen Onegin einflechten wollte.
Der Aufstand hatte der osmanischen Regierung Signale gesendet und zu relevanten politischen Veränderungen geführt. Ein erstes Anzeichen für einen Wandel zeigte sich nur wenige Monate nach seiner Niederschlagung, als der Diwan Târgoviște seinen Bürgern zurückgab und das „Kartell der vier [fürstlichen] Familien“ formell aufhob. Im Juli 1822 beendete der Sultan, nachdem er eine Reihe neuer Bojarenbeschwerden mit russischer und österreichischer Unterstützung gehört hatte, das Regime der Phanarioten und ernannte Grigore IV. Ghica (den ehemaligen Caimacam von 1821) und Ioan Sturdza zu „einheimischen“ Fürsten der Walachei bzw. Moldawien. Um Russland zu beschwichtigen, unterzeichnete das Osmanische Reich 1826 zudem die Konvention von Akkerman, die den Walachen und Moldawiern Handelsfreiheiten gewährte und es den Diwanen erlaubte, ihre Fürsten für sieben Jahre zu wählen. Die neuen Regime setzten Maßstäbe für Verwestlichung und kulturelle Frankophilie und verliehen der Nationalpartei und der örtlichen Freimaurerei Auftrieb. Nachdem Prinz Ghica sein Herrenhaus Colentina zurückerhalten hatte, baute er es im Einklang mit den verwestlichten Vorlieben seiner Untertanen als neoklassizistischen Palast wieder auf.

### Wiederbelebung der Panduren

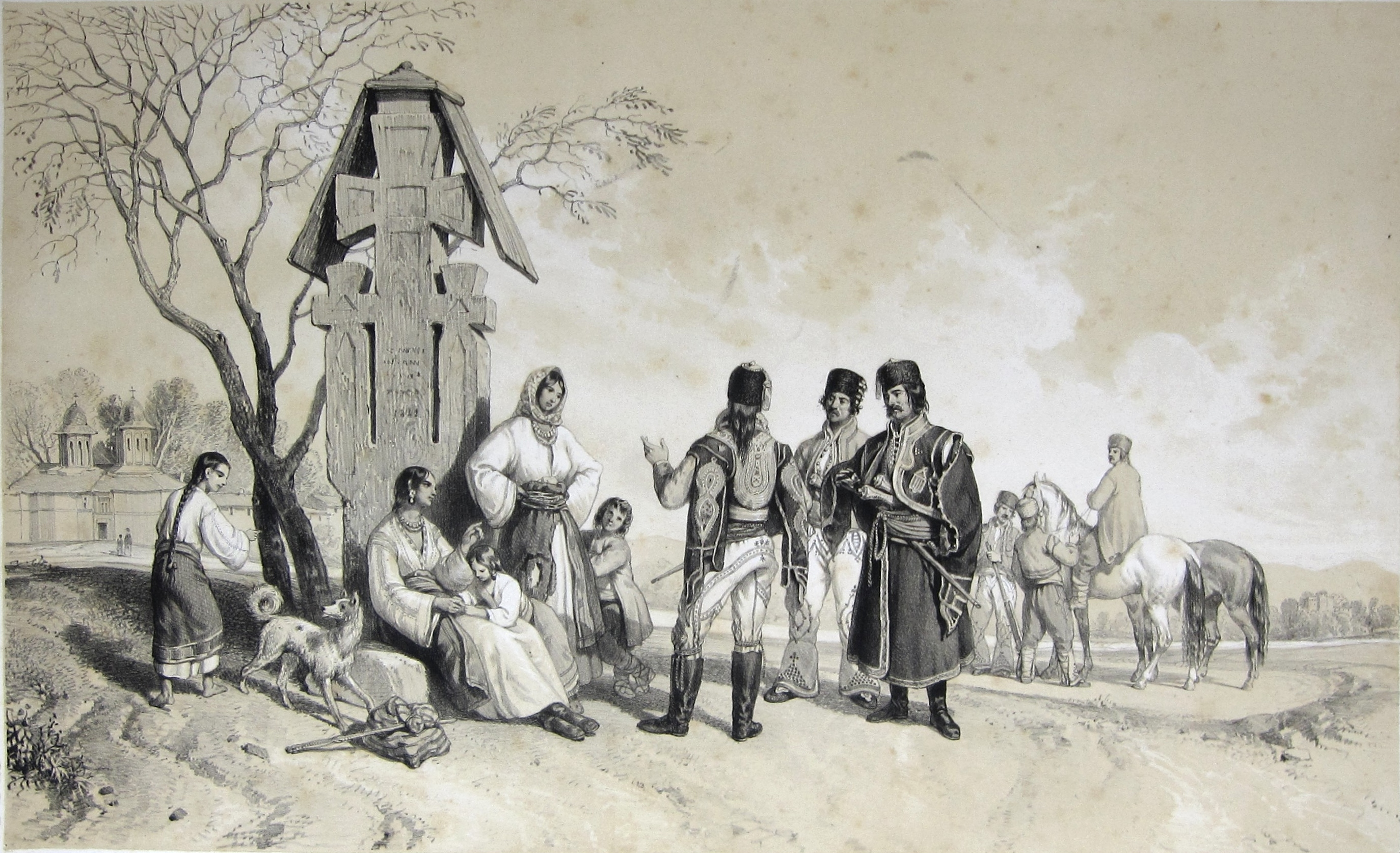
Panduren in Bukarest, mit Bäuerinnen und Wegkreuz. Zeichnung von Michel Bouquet, 1841

Laut Jelavich blieben die repressiven Maßnahmen gegen die rumänische Bauernschaft verhalten: „Obwohl Dörfer entwaffnet und versucht wurde, die aus der Zeit des Aufstands fälligen Steuern und Arbeitsabgaben einzutreiben, wurde die gesamte Angelegenheit relativ gemäßigt gehandhabt.“ Insgesamt trugen der Aufstand von Vladimirescu und die Heilige Schar jedoch zu einer „spürbaren Verschlechterung“ der walachischen Wirtschaft bei, die durch die „schreckliche Plünderung“ der osmanischen Besatzung noch verstärkt wurde. Le Moniteur Universel berichtete, dass „alles auf dem Land zerstört wurde; was griechische Revolutionäre nicht erreichen konnten, hat die osmanische Avantgarde geschafft.“ Eine Finanzkrise, die durch die Ereignisse des Jahres 1821 ausgelöst und durch die Wiedererlangung der Bojarenprivilegien verschärft wurde, belastete beide Fürstentümer ein ganzes Jahrzehnt lang.
Unter Ghica setzten sich die Unruhen fort, darunter Überfälle von Arnauten, die sich in Siebenbürgen versteckten, und eine Reihe von Unruhen. 1826 versuchte Simion Mehedințeanu einen neuen Aufstand in Padeș; er wurde besiegt und gehängt. Trotz osmanischer Zugeständnisse fielen die Walachei und Moldawien 1828–1829 unter russische Besatzung. In dieser Phase wurden die Panduren von Gouverneur Pavel Kiselyov und Costache Ghica wiederbelebt, die in ganz Muntenien neue Einheiten aufstellten. Der Diwan, aus Angst vor einem Aufstand, reduzierte die Zahl der oltenischen Rekruten, während die Muntenier sich einfach fernhielten. Liprandi befehligte im Feldzug seine eigene russische Einheit und gab vielen Arnauten, die die vorangegangenen sieben Jahre als marodierende Gesetzlose gelebt hatten, Arbeit. In diesem Moment wurde ein neuer Pandurenkommandant ernannt, Gheorghe Magheru. Nachdem er Oltenien polizeilich überwacht hatte, kam er bei Șișești erneut zum Einsatz und schlug 3000 Osmanen mit einer Streitmacht von 450 Panduren zurück.
Das russische Regime wurde durch eine neue Verfassungsregelung, das Regulamentul Organic, erweitert, die die beiden Länder zu russisch kontrollierten Gebieten unter osmanischer Oberhoheit machte. Der entsprechende Friede von Adrianopel erweiterte die Handelsfreiheit und gilt als Geburtsstunde des rumänischen Kapitalismus mit seiner modernen Mittelschicht und einem neuen Lebensstandard. Die vollständige Wiederherstellung des Berufsheeres der Walachei unter russischem Kommando war laut Potra auch ein Mittel, eine „starke revolutionäre Tradition“ fortzuführen, zu der auch die Pandurenunruhen gehörten. Das neue System wurde von den Bauern weiterhin als repressiv empfunden, was zu mehreren Aufstandsversuchen führte, insbesondere in Oltenien. In den 1830er Jahren wurden Gorj und Dolj Zeugen randalierender Bauern, die Parolen wie „Tudor ist wieder lebendig!“ riefen. Ein Veteran von 1821, Nicolae Groază, verfiel wieder dem Verbrechen. Dieser „letzte rumänische Heiducke“, der 1838 gefangen genommen und vor Gericht gestellt wurde, verteidigte sich mit dem Hinweis, er sei in die Fußstapfen von Vladimirescu, Pharmakis und Solomon getreten.
In dieser Zeit wurde Vladimirescus Gefährte Poenaru zum Organisator des walachischen Bildungswesens. Obwohl er seinen jugendlichen Radikalismus aufgegeben hatte, förderte Poenaru die Erforschung des Aufstands sowie künstlerische Hommagen an Vladimirescu. Die Farben der Panduren könnten auch die politische Symbolik der „einheimischen“ Herrscher inspiriert haben. Vladimirescus Banner, obwohl blau-weiß, hatte blau-gelb-rote Quasten; eine Erinnerung an dieses Farbschema könnte die Übernahme walachischer Flaggen und rumänischer Trikolore inspiriert haben, möglicherweise über eine Zwischenflagge, die in Craiova von Magherus Tochter Maria Alexandrina entworfen wurde. In Moldawien lobte der Historiker Mihail Kogălniceanu Vladimirescu bereits 1843 dafür, dass er „die Nationalflagge gehisst“ habe, um „eine nationale Regierung auf der Grundlage einer liberalen Charta“ zu fordern.

### Spätere Auswirkungen

Wappen des Kreises Gorj während der kommunistischen Zeit. Mit zugeschriebener Flagge (mit Inschrift) und Säbel, die beide für Vladimirescu und seinen Aufstand standen

Die Spannungen zwischen Nationalisten und den russischen Beschützern, die erstmals 1842 mit dem Sturz des walachischen Fürsten Alexandru II. Ghica deutlich wurden, wurden durch antirussische Verschwörungen verschärft. Vor der umfassenden Walachischen Revolution von 1848 vereinigte eine solche revolutionäre Bruderschaft Dimitrie Macedonski mit den jungen liberalen Bojaren Mitică Filipescu und Nicolae Bălcescu. In dieser Zeit wurde der Aufstand auch in Gedichten von Cézar Bolliac und Alexandru Pelimon verherrlicht und anschließend in Abenteuerromanen von Constantin Boerescu, Dimitrie Bolintineanu und Nicolae Filimon weiterverfolgt. Der Aufstand und seine Auswirkungen auf die Missionare der reformierten Kirche werden auch in einer Kurzgeschichte von Mór Jókai nacherzählt, die auf Berichten aus erster Hand von Károly Sükei basiert. Diesem wiedererwachten Interesse standen konservative Ansichten gegenüber. Der Dichter und Essayist Grigore Alexandrescu betrachtete Vladimirescu als „kurzsichtig und grausam“, während Grigore Lăcusteanu den Aufstand als „ersten Versuch, die rumänische Aristokratie zu ermorden, damit die Niemande und die Bauern ihren Platz einnehmen können“ bezeichnete. Obwohl Solomon Vladimirescu gedient hatte und weiterhin Kommandant der Panduren war, wurde er in den 1840er Jahren ebenfalls konservativ.
Schließlich wurde das Regulamentul Regime durch den Krimkrieg beendet, der auch den Weg für die Gründung eines rumänischen Staates aus der Union von Moldawien und Walachei ebnete. Iancu Vladimirescu, Papas posthumer Sohn und Tudors Neffe, wurde in die modernisierte Verwaltung der Vereinigten Fürstentümer integriert und übte in Gorj untergeordnete Funktionen aus. Laut Djuvara zwangen „nationalistische“ Bojaren während dieses Prozesses der Geschichtsschreibung ein Narrativ auf, das Vladimirescus Ansichten zum Klassenkonflikt verschleierte und die Erinnerung an die Revolution lediglich als antiphanariotisches und nativistisches Phänomen bewahrte. Die soziale Dimension von 1821 wurde in den 1860er Jahren von egalitären Liberalen wie Bogdan Petriceicu Hasdeu erneut aufgegriffen, der Constantin D. Aricescu anwies, eine neue Geschichte des Aufstands zu schreiben.
Dieser populistische Trend setzte sich nach der Ausrufung des Königreichs Rumänien fort. Die ursprüngliche Rebellenflagge, die von der Familie Cacalațeanu aufbewahrt wurde, wurde 1882 wiedergefunden und von Hasdeu den rumänischen Landstreitkräften zugeteilt. In den 1890er Jahren bezeichnete der Agrarführer und Nachfahre der Panduren, Constantin Dobrescu-Argeș, den Aufstand von Vladimirescu als Vorläufer seiner eigenen Bewegung. 1913 gründete Gheorghe Munteanu-Murgoci eine Jugendorganisation namens Panduren, die später in den rumänischen Pfadfindern aufging. Während der Besetzung Olteniens im Ersten Weltkrieg stellte Victor Popescu Partisaneneinheiten auf, die sich direkt an den Rebellen von 1821 orientierten. Vladimirescu wurde auch in das Pantheon Großrumäniens aufgenommen und ist einer der „Kriegshelden“, die im rumänischen Athenäum abgebildet sind.
Mehrere Autoren griffen die Ereignisse der Zwischenkriegszeit auf; Iorga und Ion Peretz verfassten aktuelle Stücke. Als Nationalisten genossen die Panduren von 1821 in der faschistischen Propaganda der Eisernen Garde in den 1930er und 1940er Jahren Kultstatus und gaben einer paramilitärischen Untergruppe der Rumänischen Front ihren Namen. Diese Symbolik wurde von links durch die Radikale Bauernpartei in Frage gestellt, die im Mai 1936 Tausende von Panduren-Darstellern für ihre Gorj-Kundgebung aufbot; die im Untergrund agierende Kommunistische Partei hingegen pflegte Vladimirescus legendären Status als Vertreter der „Volksmassen“. Im Zweiten Weltkrieg kämpfte Rumänien als Verbündeter des nationalsozialistischen Deutschlands. Kriegsgefangene der Sowjetunion wurden dazu überredet, die Divizia Tudor Vladimirescu zu bilden, die auch zur Kommunisierung der Landstreitkräfte beitrug.
Mit der Einführung des kommunistischen Staates wurden die Panduren als revolutionäre Vorläufer und auch als Vertreter antiwestlicher Gesinnung angesehen. Die kommunistische rumänische und sowjetische Geschichtsschreibung beschönigte die Unterschiede zwischen Ypsilantis und Vladimirescu und stellte beide als russisch inspirierte Befreier des Balkans dar. In seinen pseudohistorischen Artikeln von 1952–1954 behauptete Solomon Știrbu, Vladimirescus Revolution sei von der Dekabristenbewegung ausgelöst und schließlich von „Agenten der englischen Bourgeoisie“ niedergeschlagen worden. Während der Entstalinisierung erhielt Oțetea politische Zustimmung, um diesen Trend einzudämmen, doch seine eigenen Schlussfolgerungen wurden bald von anderen Vertretern der marxistischen Geschichtsschreibung, darunter David Prodan, in Frage gestellt.
Vladimirescu wurde weiterhin vor allem als Sozialrevolutionär wahrgenommen, behielt aber während der späteren nationalistischen Phase des Regimes seinen Heldenstatus. 1966 stiftete Nicolae Ceaușescu den Tudor-Vladimirescu-Orden als drittwichtigste Auszeichnung des kommunistischen Rumäniens. In dieser Zeit wurde der Aufstand mit Tudor verfilmt. Damals galt die Rolle als bedeutende Errungenschaft des rumänischen Historienkinos und war zugleich die Lebensaufgabe des Hauptdarstellers Emanoil Petruț. Trotz Oțeteas erklärten Einwänden spielte Drehbuchautor Mihnea Gheorghiu alle Verbindungen zwischen Vladimirescu und der Eteria herunter und hob dessen historisches Ansehen hervor. Der Film bot Raum für Kritik an Russland, stellte Vladimirescu aber auch als einen frühen Verfechter der Verstaatlichung dar. In den 1970er Jahren, nach einer Renaissance des historischen Romans, beschäftigte sich Paul A. Georgescu mit dem Aufstand und verfasste einen von der Kritik gefeierten Roman, der ebenfalls den Titel „Tudor“ trug. Spätere Filmproduktionen, die sich mit den Ereignissen befassten, umfassten „Ostern Iancu Jianu, haiducul“ von 1981, der die historische Erzählung ebenfalls modifizierte, um die Thesen des Regimes zu unterstützen.
In den 1980er Jahren war die wissenschaftliche Bibliographie zum Aufstand von 1821 "enorm". Nach der antikommunistischen Revolution von 1989 wurde Vladimirescu von einigen nationalistischen Gruppen, darunter der Partei Partidul România Mare, als politisches Symbol bewahrt. Andere sahen in seinem Aufstand ein Symbol einer oltenischen Besonderheit. Am 21. März 2017, dem 196. Jahrestag der Einnahme Bukarests durch die Panduren, verabschiedete die rumänische Abgeordnetenkammer ein Gesetz, um diesen Anlass jährlich als Oltenien-Tag zu feiern. Zuvor war das Gesetz am 1. November 2016 vom rumänischen Senat angenommen und am 13. April 2017 vom rumänischen Präsidenten Klaus Iohannis verkündet und damit offiziell gemacht worden.